# Ржищів
Ржи́щів — місто Київської області в Україні, розташоване на Придніпровській височині, на правому високому березі Дніпра. Центр Ржищівської територіальної громади. З 2020 року входить до Обухівського району Київської області.
Місто нагороджено Почесною Грамотою Президії Верховної Ради України.[джерело?]

## Географія

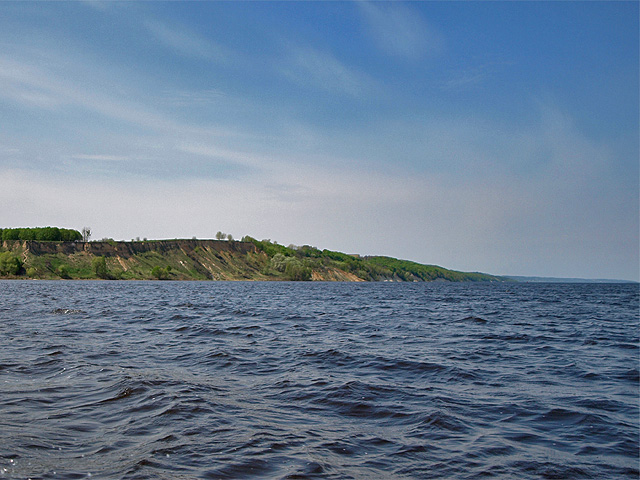
Дніпро в районі Ржищева

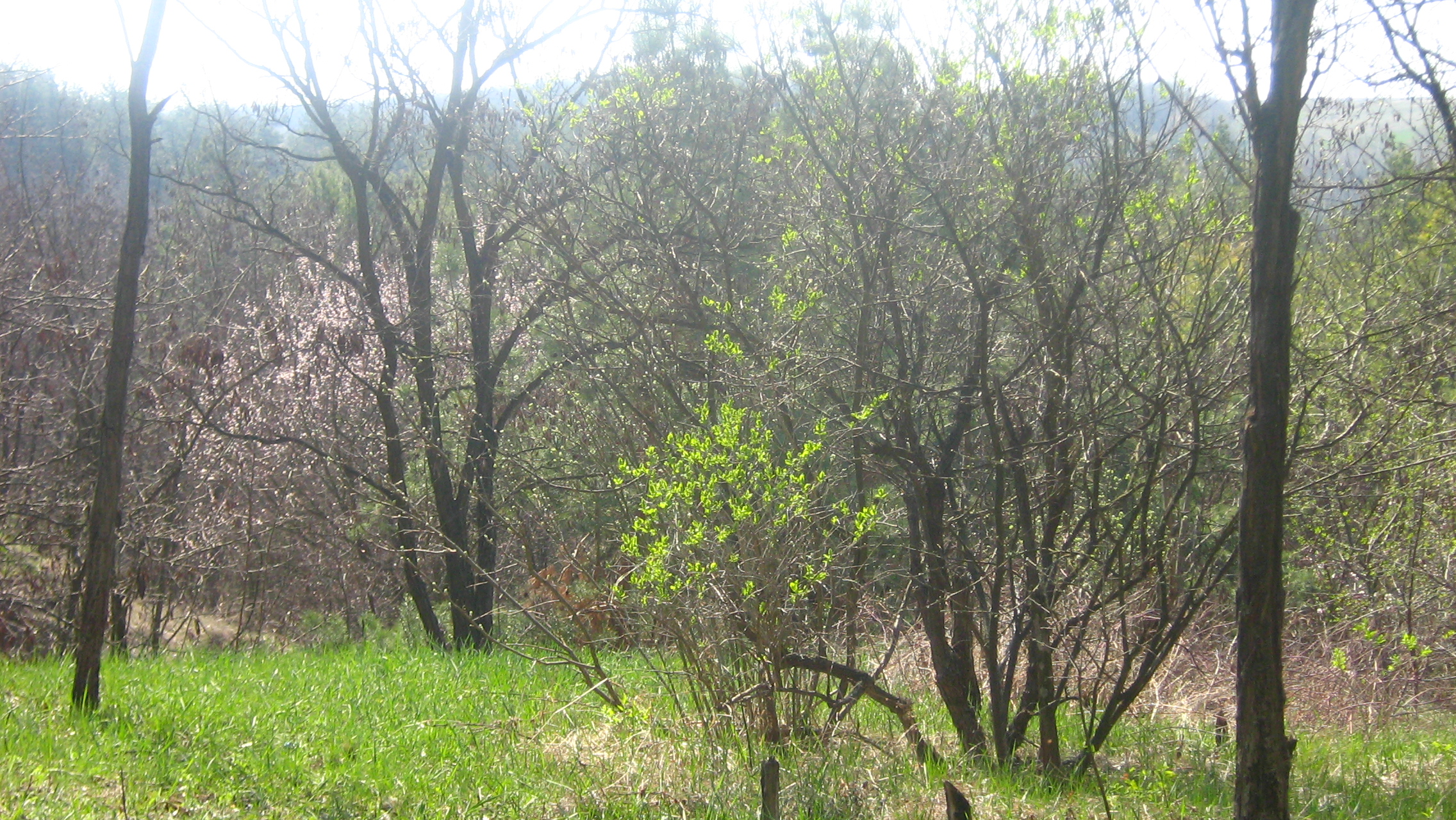
Ліс у Ржищеві біля урочища Ме́нделева круча.

Ржищів лежить у гирлі річки Леглич на правому березі Канівського водосховища за 76 кілометрів на південь від Києва і 20 кілометрів на північний схід від Кагарлика, неподалік від найближчої залізничної станції. Через Ржищівський автовокзал проїздять рейсові автобуси в напрямку районного та обласного центрів, Білої Церкви та Маслівки, Березівки та інших населених пунктів області.
Ландшафт навколо Ржищева вирізняється численними ярами і пагорбами, головним з яких є Іван-гора — місце розташування першої Ржищівської фортеці. Піднімається на 65—70 метрів над Дніпром, вона з трьох сторін обмежена глибокою балкою. Північна частина гори неодноразово обвалювалася, в результаті чого більша її історична частина опинилася під водою. У другій половині XX століття ситуацію посилило будівництво Канівської ГЕС. Також в результаті затоплення водосховища навпроти Ржищева утворилися острови, найціннішими з яких є піщана Лиса гора і найвища точка, що залишилася над водою, і затопленого села Гусинці, на якій височать руїни церкви.
Для ґрунту в районі Ржищева характерні лесові відкладення і прісноводні суглинки. Вони легко руйнуються під впливом води, особливо страждають береги Дніпра, схильні до зсувів ґрунту. Для вирішення цієї проблеми створюються лісонасадження, що стримують ерозію, відводяться ґрунтові води. З корисних копалин видобуваються мергель, глина, вапняк та пісок для виробництва будівельних матеріалів. В околицях міста є три ліси — Круглик, Ріпниця і Янча, з переважанням сосни, дуба, осики, вільхи, верби і чагарників. Зустрічаються дрібні тварини, такі як лисиці, зайці, кроти, тхори і ховрахи, а також різні птахи. Ржищів, в річках якого водяться сом, щука, судак, окунь і лящ, є популярним місцем серед любителів риболовлі.
В зв'язку з великими розмірами міста та його великої історії в місті сформувалось багато місцевостей: Березівка, Біликівщина, Центр тощо.

## Історія

### Заснування. Походження назви
Місцевість, на якій розташовується сучасний Ржищів, була заселена з давніх часів. Коли і ким заснований Ржищів невідомо. Невідомо також і походження самої назви Ржищів. Існує цілий ряд легенд, що пов'язують походження назви з іржанням коня: «Ржи-ще». Ось, наприклад, одна легенда:

| Їхав якось козак Іван на коні і вирішив перепочити. Коня стриножив, а сам ліг під деревом. Прокинувсь, аж коня нема! Давай шукать, нема! Десь із кручі почув приглушене іржання коня. Підбіг до кручі, аж чує, що там його кінь, звалився з крутого пагорба у кручу, та й давай його кликать і почути де саме знаходиться кінь. Кричить коню: «Ржи ще», і тому на тому місці де звав козак коня і утворився Ржищів. |
Також є версія про походження назви від вирощування древніми племенами полян жита «Рожише».
Лаврентій Похилевич давав більш змістовне пояснення, що Ржищів «є древнє Вжище згадуване в Руських літописах до XIII сторіччя. Цю давню назву вважаємо переробленою в Ржищів від польського слова Ржеча (Rzesza)— натовп». Древнє Вжище в перекладі з тої ж польської означає «торговище». Яка з цих версій найпевніша, гадати тяжко, бо досі не знайдено ніякого документу, що б доводив точніший час заснування селища та походження його назви.
Перші поселення в цьому районі археологи відносять до епохи Трипілля, приблизно VI-III тисячоліття до нашої ери. У зведенні перших давньоруських історичних нарисів «Повісті временних літ» цей район згадується літописцем Нестором в описі розселення в VI–VII століттях в правобережжі Дніпра полян. Про велике поселення вперше розповідається в Іпатіївському літописі в 1151 році. У розповіді про боротьбу за Київський престол між князями Ізяславом Мстиславичем та Юрієм Долгоруким фігурує Іван-город — фортеця, що стояла на однойменній горі над Дніпром і захищала підступи до Києва і торговий шлях «з варяг у греки». Поблизу укріпленого городища було невелике селище Вжищев. Вжище в давньослов'янській означало місце торгівлі.
Перша писемна згадка про Преображенський монастир відноситься до XI сторіччя.
1241 р. прообраз міста — городище Іван — був зруйнований Батиєвою ордою. Попри руйнування, жителі Іван-города ці місця не залишили й відновили поселення.
З середини XIV століття воно входило до складу Великого Князівства Литовського.

### У складі Речі Посполитої (Республіки Обох Націй)
1506 р. — король Сигизмунд І відновив Дніпровську лінію оборони містечка Ржищів із наданим йому Магдебурзьким правом, фортеця на Іван-горі була відроджена в період правління Яна Казимира.
За Богданом Залеським: за переказами, які він чув у дитинстві від людей і бандуриста, замок на Іван-горі належав князям Вишневецьким, а також Ружинським.

### Козацькі часи
У роки визвольних війн під проводом Богдана Хмельницького місто знаходилося в центрі подій.
У грудні 1653 р. у Ржищеві відбулась попередня зустріч гетьманської ради Богдана Хмельницького з Московським посольством на чолі з боярином Бутурліним.
1679 року, за наказом московської влади та гетьмана І. Самойловича більшу частину населення Ржищева було насильно переселено на Лівобережну Україну (так званий Великий згін). Гарнізон міста намагався протистояти загонам Самойловича, але фортецю було взято штурмом.
1709 року гетьман Скоропадський надав містечко Софійському монастирю в Києві.

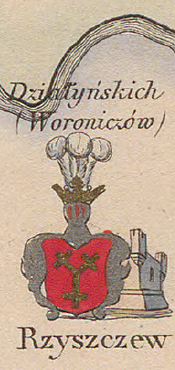
Ржищів на мапі Зигмунда Герстмана

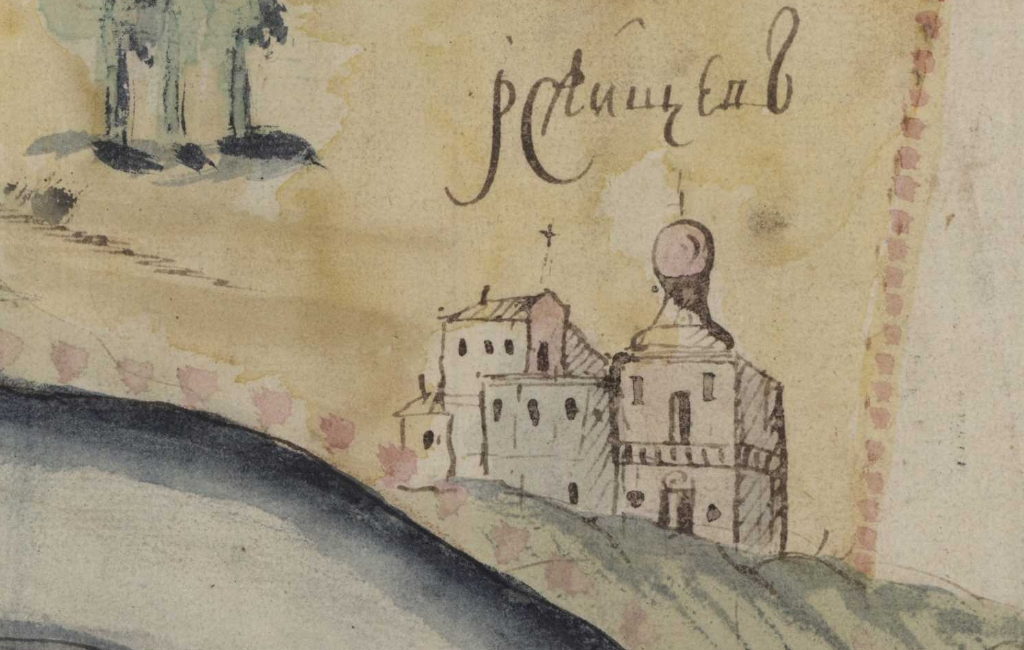
Ржищів на карті XVIII століття

1713 року власником маєтку Ржищева став овруцький староста Юзеф Антоній Бжуховський. 1751 року гайдамаки спалили замок в місті. 1765 року фундацією дідича — трахтемирівського старости Станіслава Щеньовського — та його дружини було збудовано дерев'яний костел св. Станіслава та монастир редемптористів. Під час Коліївщини в серпні 1768 року костел згорів через повстанців на чолі зі Савою Майбородою. До того в червні тут побував повстанський отаман Микита Швачка.

### У складі Російської імперії

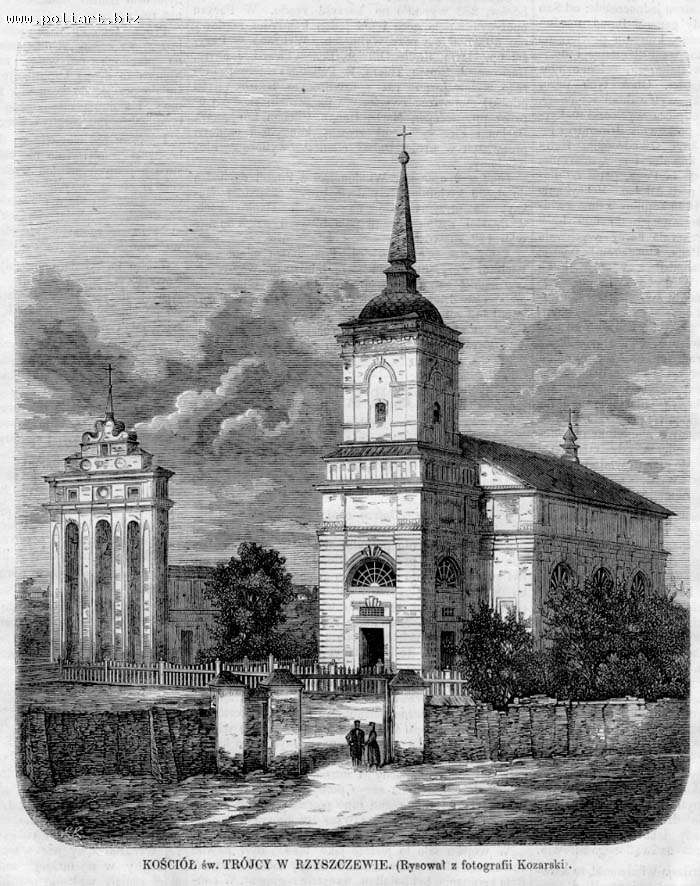
Ржищівський костел Святої Трійці у 1863 році

У складі Російської імперії з 1796 року Ржищів був центром однойменної волості Київського повіту Київської губернії. За даними перепису населення 1852 року в містечку проживало 1585 осіб, з них 806 — кріпаки. Серед вільних жителів більшість становили євреї. Були дерев'яна православна церква, кам'яний католицький костел, синагога, лікарня, аптека, вільнопрактикуючий лікар, 39 лавок і 3 щорічні зимові ярмарки. Велика частина земель належала поміщиці Дзялінській. На середину XIX ст. Ржищівська пристань займала одне з провідних місць усього Дніпровського басейну як велика перевальна торгова база. На ній вивантажували хліб, що привозився з Канівського, Сквирського, Таращанського, Звенигородського, Липовецького та Уманського повітів, сіль з Аккерманських і Кримських озер, залізо та деревину. Була розвинена промисловість, функціонували шість заводів: цукровий, лісопильний, два чавуноливарних і два цегельних.
До кінця XIX століття чисельність населення Ржищева перевищила 7000 осіб.
На початку XX ст. у Ржищеві діяли: земська школа, народне училище, гімназія Лещинського.

### У складі УНР і Української держави
З 1917 по 1920 Ржищів, як і вся Київщина, входив в Українську народну республіку, Українську державу.

### У складі Радянського Союзу
У грудні 1920 року Київська губернія і Ржищів були остаточно приєднані до Української РСР.
З 1921 р. відкрито педкурси, а з 1929 р. — Ржищівський зоотехнікум.
У 1923 році із центром у Ржищеві було утворено Ржищівський район.
На першому етапі Німецько-радянської війни в правобережній Україні велися важкі оборонні бої.
У 1941 році протягом місяця на переправі біля Ржищева дислокувалося підрозділ мотострілецьких військ генерал-полковника М. Кирпоноса.
З кінця вересня 1943 року після захоплення радянською армією Букринського плацдарму Ржищів був залучений як праве крило в боях за визволення Києва, в яких вирішальною стала листопадова Київська наступальна операція. Сам Ржищів за роки війни й окупації серйозно постраждав, велика частина історичної забудови була знищена. У 1950-ті роки місто вдруге у своїй історії практично відбудовувався заново.
Ржищів отримав статус селища міського типу.
28 грудня 1957 року рішенням виконавчого комітету Київської обласної ради депутатів трудящих № 970 «Про адміністративно-територіальні зміни в окремих районах області» до Ржищева було приєднано село Березівка Ржищівського району, а Березівську сільраду було ліквідовано.
Указом Президії Верховної Ради УРСР від 30 грудня 1962 року «Про укрупнення сільських районів Української РСР» Ржищівський район було ліквідовано, а його сільради включено до складу Кагарлицького району. У той же день іншим указом власне Ржищівську селищну раду було підпорядковано Богуславській міській раді.
4 січня 1965 року Ржищівську селищну раду було також включено до Кагарлицького району.
Розвивалася промисловість, працювали радіаторний, цегельний і маслоробний заводи.
В 1966 році на базі школи майстерності було відкрито профтехучилище. Місто мало 7 700 мешканців у 1966 р. Через значну відстань від залізниці не розвивається (1926 — 7 500 меш.).

### Сучасність (у складі незалежної України)
6 червня 1995 року м. Ржищеву надано статус міста обласного підпорядкування.
У 2017—2018 роках із громадою міста Ржищева об'єдналися громади Балико-Щучинської, Гребенівської, Півецької, Яблунівської сільських рад Кагарлицького району та Піївської сільської ради Миронівського району, утворивши Ржищівську об'єднану територіальну громаду (ОТГ) із центром у Ржищеві.
12 червня 2020 року на основі Ржищівської ОТГ була сформована Ржищівська територіальна громада, яка 17 липня увійшла до новоутвореного Обухівського району Київської області.

### Російсько-українська війна
22 березня 2023 року о 2.30 ночі росіяни атакували іранськими безпілотниками два гуртожитки професійного ліцею та навчальний корпус, вбивши мінімум чотирьох та поранивши 20, а також зруйнувавши будівлі.

## Населення

### Національний склад
Національний склад населення за даними перепису 2001 року:
| Національність  | Відсоток |
| --------------- | -------- |
| українці        | 94.29%   |
| росіяни         | 4.45%    |
| білоруси        | 0.33%    |
| вірмени         | 0.30%    |
| інші/не вказали | 0.63%    |
| Усього          | 100%     |

### Мовний склад
Розподіл населення за рідною мовою за даними перепису 2001 року:
| Мова            | Кількість | Відсоток |
| --------------- | --------- | -------- |
| українська      | 8026      | 95.14%   |
| російська       | 360       | 4.27%    |
| вірменська      | 18        | 0.21%    |
| білоруська      | 15        | 0.18%    |
| румунська       | 4         | 0.05%    |
| болгарська      | 1         | 0.01%    |
| німецька        | 1         | 0.01%    |
| інші/не вказали | 11        | 0.13%    |
| Усього          | 8436      | 100%     |

## Розкопки
У 1963—1964 pp. В. Гончаров зафіксував тут матеріали трьох епох — трипільської, зарубинецької та давньоруської.
Знайдена двошарова пам'ятка в урочищі Ріпниця 1 у 2001—2003 рр. на розкопах під керівництвом С. Рижова, Б. Магомедова та В. Шумової — три трипільських житла і черняхівська землянка з горном для випалу кераміки. Ведуться проектні роботи для першої в Україні реконструкції трипільських жител поселення Ріпниця з метою його музеєфікації для освіти та туризму.
Городище давнього міста, що знаходиться на території сучасного м. Ржищів в урочищі Іван-Гора, відоме з кінця XIX ст. Ось як описує його В. Б. Антонович: «В одной версте от местечка, около Ржищевского монастыря четырехугольное городище, 175 сажень в окружности». Це городище досліджувалось експедиціями Інституту археології АН УРСР підкерівництвом В. К. Гончарова в 1960—1966 pp. та П. П. Толочко в 1982—1983 pp.
Під час розкопок тут знайдено велику кількість черепків різноманітного посуду. Його оздоблено орнаментом, розписано мінеральною фарбою. Роботу виконано чітко та привабливо, а це є свідченням, що гончарне виробництво вже в той час було досить розвиненим. Серед знахідок трапляються також і ювелірні вироби: прикраси зі срібла та скла. До числа рідкісних знахідок слід також віднести свинцеву печатку, якою князі та бояри скріплювали важливі документи.
В укріпленні на Іван-горі збереглися поселення — маленькі будиночки, що тіснилися одна біля одного. Сім'я, як правило, займала світлицю та кухню. В останніх збереглися глиняні печі, що свідчить про опалення без димарів. Поруч вириті ями для збереження зерна.

## Релігія

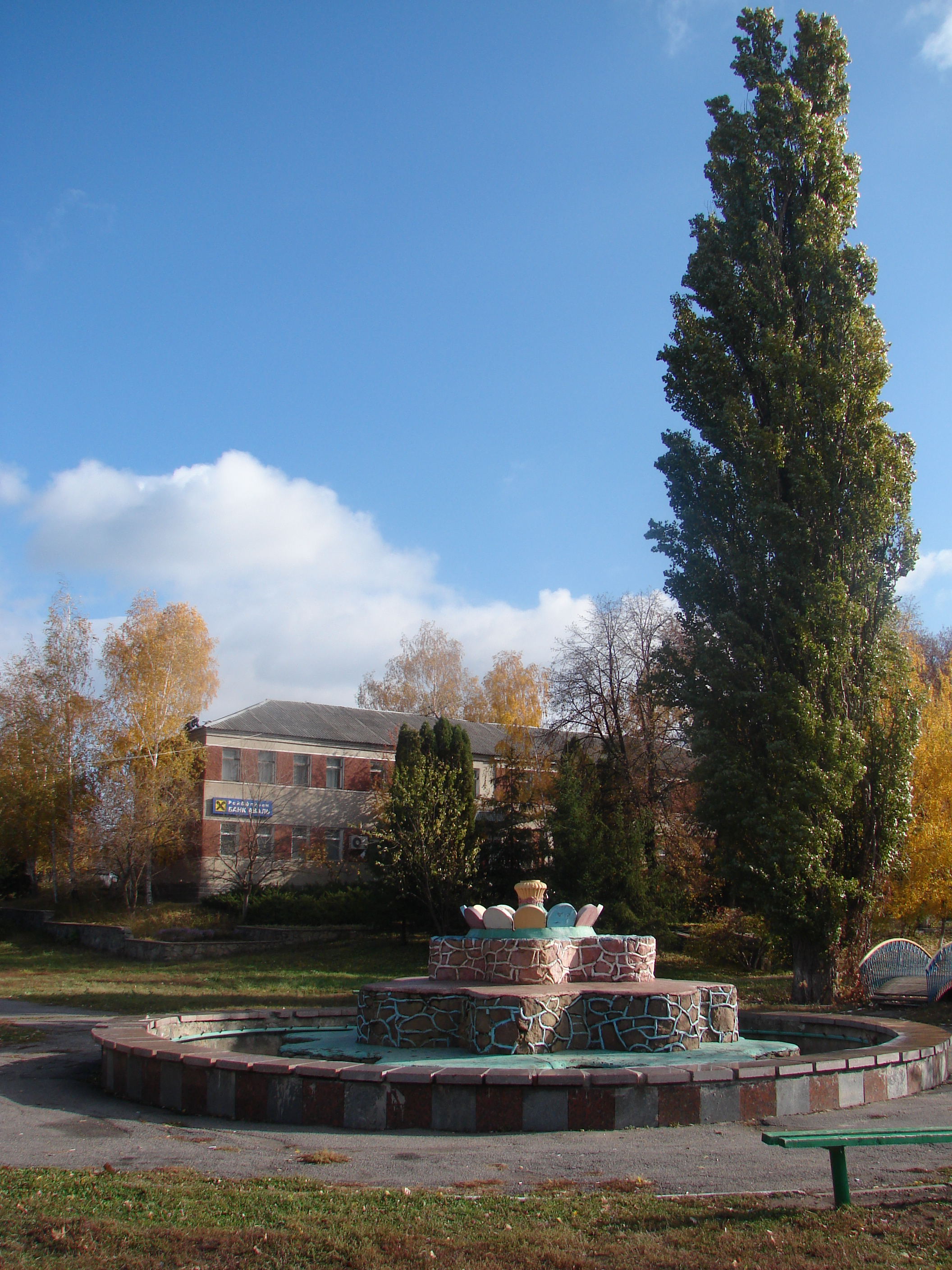
Консисторія тринітаріїв (так званий «будинок ксьондза»). Сучасний стан.

Відроджений у 1995 році Монастир Преображення Господнього є одним з найстаріших в Україні. За переказами заснували його Києво-Печерські старці Антоній і Феодосій, імена яких також носять два джерела у Ржищеві. Іншу версію висували опікуни монастиря місцеві поміщики Вороничі. Так у грамоті 1649 року, що дарувала монастирю село Балики, говориться, що перший скит у цих місцях був заснований предками Вороничів і знаходився у володінні Києво-Кирилівського монастиря. Зруйнований «ворогами хреста», він був відновлений, в результаті чого з'явився Ржищівський Спасо-Преображенський монастир. З кінця XVI століття монастир, якому також належало знаходилося на протилежному березі Дніпра село Ячник, був останнім притулком літніх воїнів-запорожців (цим правом, дарованим польським королем Стефаном Баторієм, були також наділені ще два монастирі Київщини — у Вишгороді й Трахтемирові). 

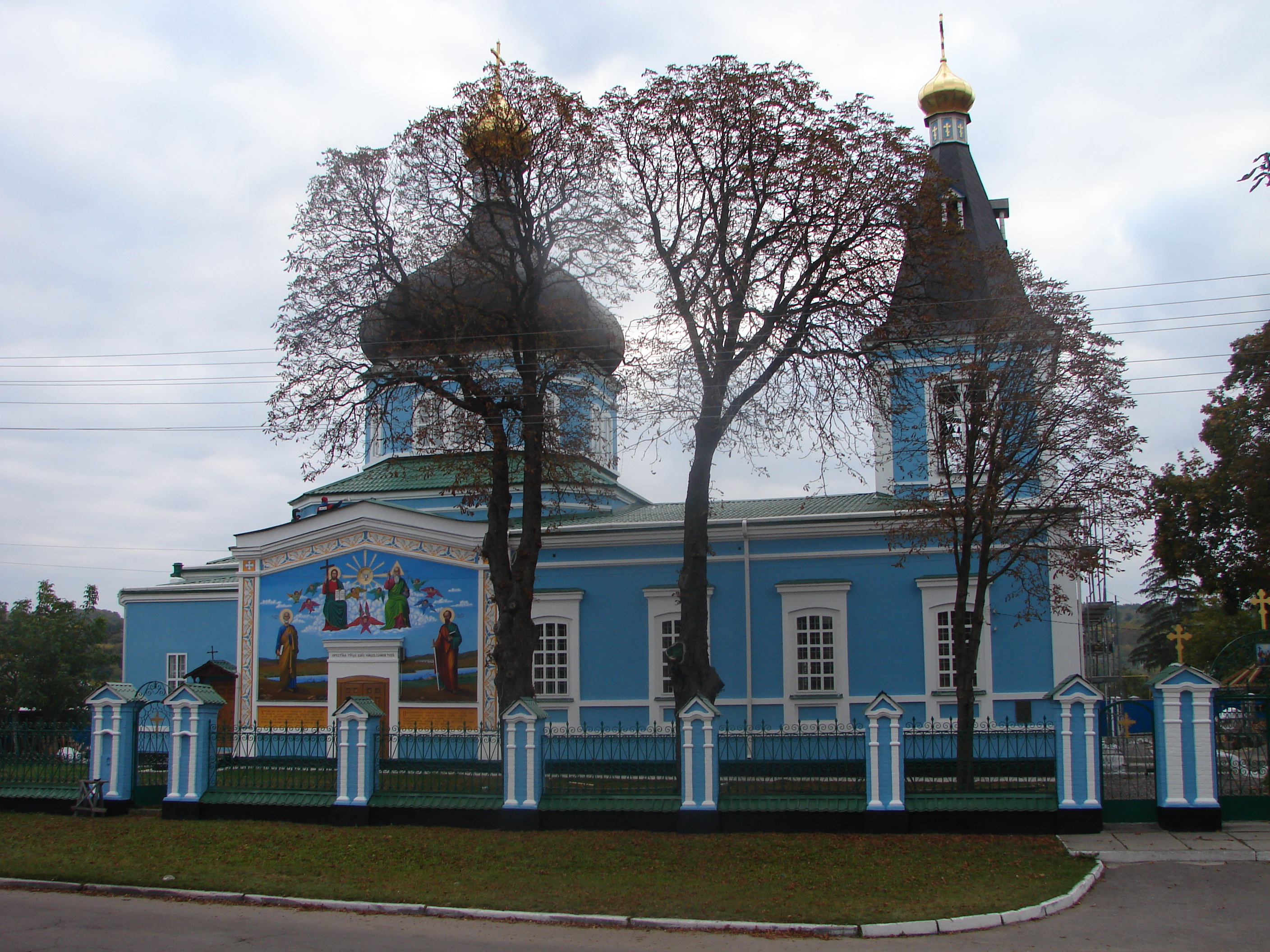
Троїцька церква

Під час російсько-турецької війни монастир був розорений і в 1710 році приписаний до митрополичого дому київського Софійського собору. Спорожнілі угіддя були частково передані католицькому монастирю Ржищева. У 1852 році монастир за клопотанням митрополита Філарета був реформований у жіночий і відновлений стараннями його першої ігуменії Юлії Яхонтової. Вже в 1854 році була побудована кам'яна холодна церква Преображення Господнього. Через два роки був освячений другий храм, дерев'яний, теплий, з престолами в ім'я великомучениць Варвари та Катерини і святого Філарета Милостивого. У 1871 році при настоятельських келіях була побудована третя церква, освячена на честь Животворящого Джерела. Під володіння монастирю було передано хутір Стоячін під Трипіллям і частина села Стайки. У 1870 році при монастирі було відкрито жіноче училище для початкової освіти дітей-сиріт, основним предметом у якому була педагогіка. Після громадянської війни новою владою монастир було закрито. У його будівлях були розміщені спочатку сільськогосподарська артіль-комуна, потім зоотехнікум Наркомату Сільського господарства, а з 1928 року будівельний технікум, що знаходиться там і в наші дні. Від храмових будівель збереглися лише фрагменти.
Крім монастиря, у Ржищеві при садибі магнатського роду Вороничів з XVII століття була дерев'яна православна церква. У 1853 році за ініціативою успадкувала маєток графині Дзялінской було розпочато будівництво нового кам'яного храму в стилі класицизму. Освячена в 1860 році Троїцька церква була чотирьохпрестольною, з одним куполом і дзвіницею над притвором. У 1882 році число її парафіян становило 2847 чоловік, до приходу було також приписане село Березівка. У радянські роки будинок уник руйнувань, збереглися оригінальні розписи XIX століття.

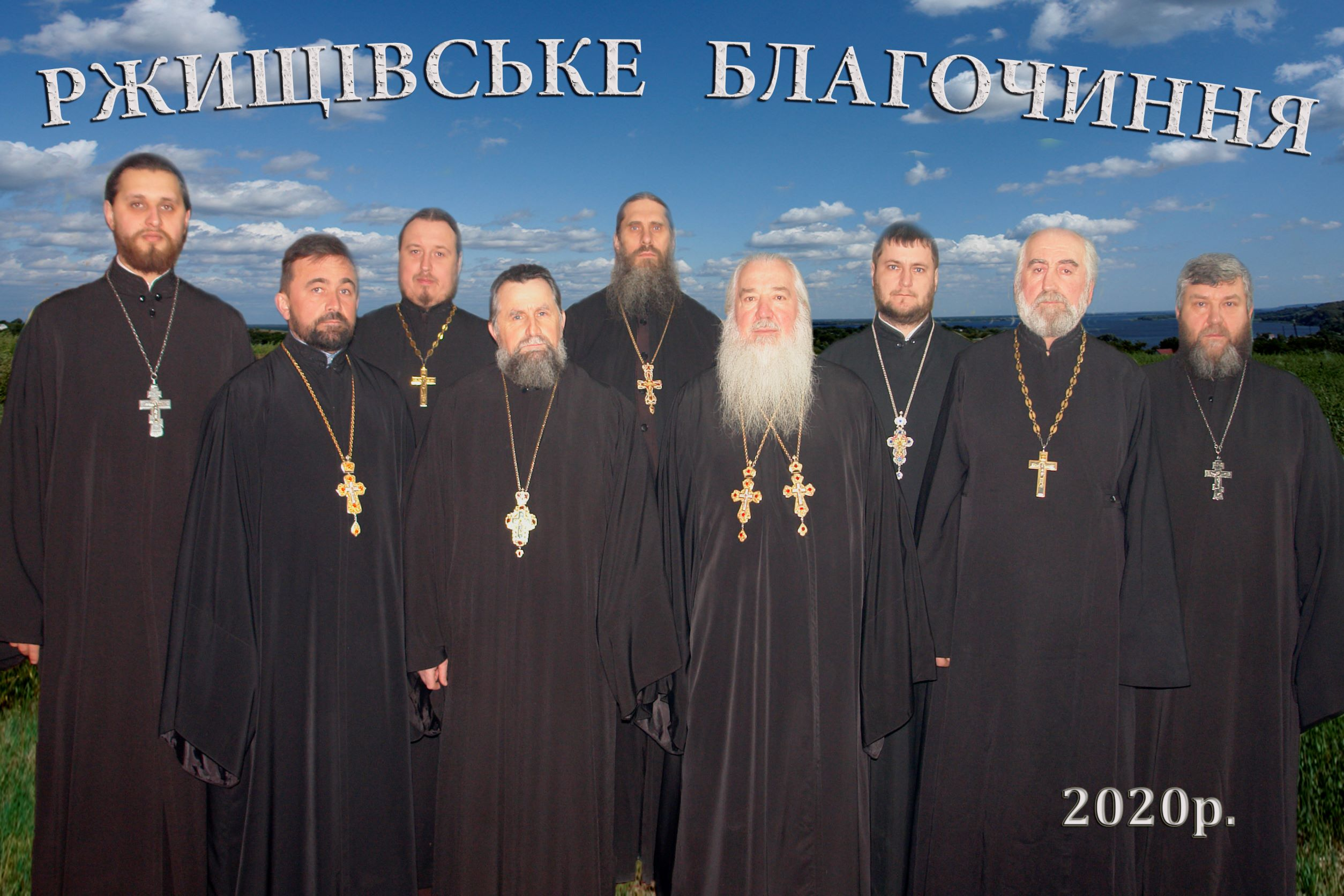
Ржищівське благочиння 2020 рік

1976 року було сформовано Ржищівське благочиння УПЦ. Станом на 2020 рік до його складу входили: протоієрей Михаїл Афонін, протоієрей Михаїл Глушак, архімандрит Тихон (Гарасюк), протоієрей Тимофій Лаганович, протоієрей Роман Мельник, протоієрей Віталій Шевченко, протоієрей Ростислав Маренич, священник Георгій Гичка, священник Геннадій Змієвський.

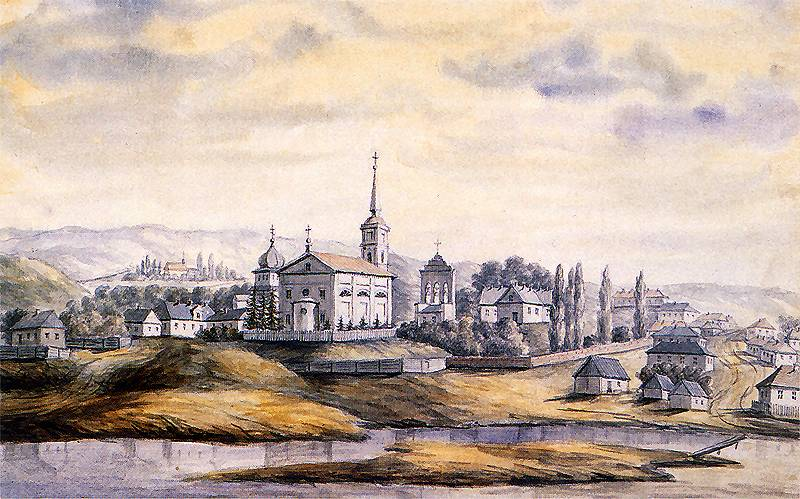
Монастир тринітаріїв у Ржищеві. Малюнок Наполеона Орди (1870—74)

У Ржищеві також функціонував польський католицький монастир ордену тринітаріїв, заснований у середині XVIII століття. Знаходячись у безпосередній близькості з Диким Полем з кінця XVI століття Тринітарська місія виконувала одночасно військові й дипломатичні функції в захисті від нападів кримських татар і викуп полонених християн. Сьогодні монастир, центральним будинком якого був костел Святої Трійці, повністю зруйнований. Проте збереглися підвали, в яких містилися мусульмани, що брали участь в обмінах полоненими, і підземні ходи, довжина яких, згідно з сучасними дослідженнями археологів, досягає 3,5 кілометрів.

## Символіка
Герб, прапор та гімн, було затверджено рішенням Ржищівської міської ради Київської області від 26 грудня 2008 року № 1029-42-05 «Про затвердження Статуту територіальної громади м. Ржищів». У 2016 році до даного рішення було внесено зміни у частині опису герба міста (замінено георгіївську стрічку на жовто-блакитну) — рішення Ржищівської міської ради Київської області від 23 вересня 2016 року № 449-23-07.[джерело?]

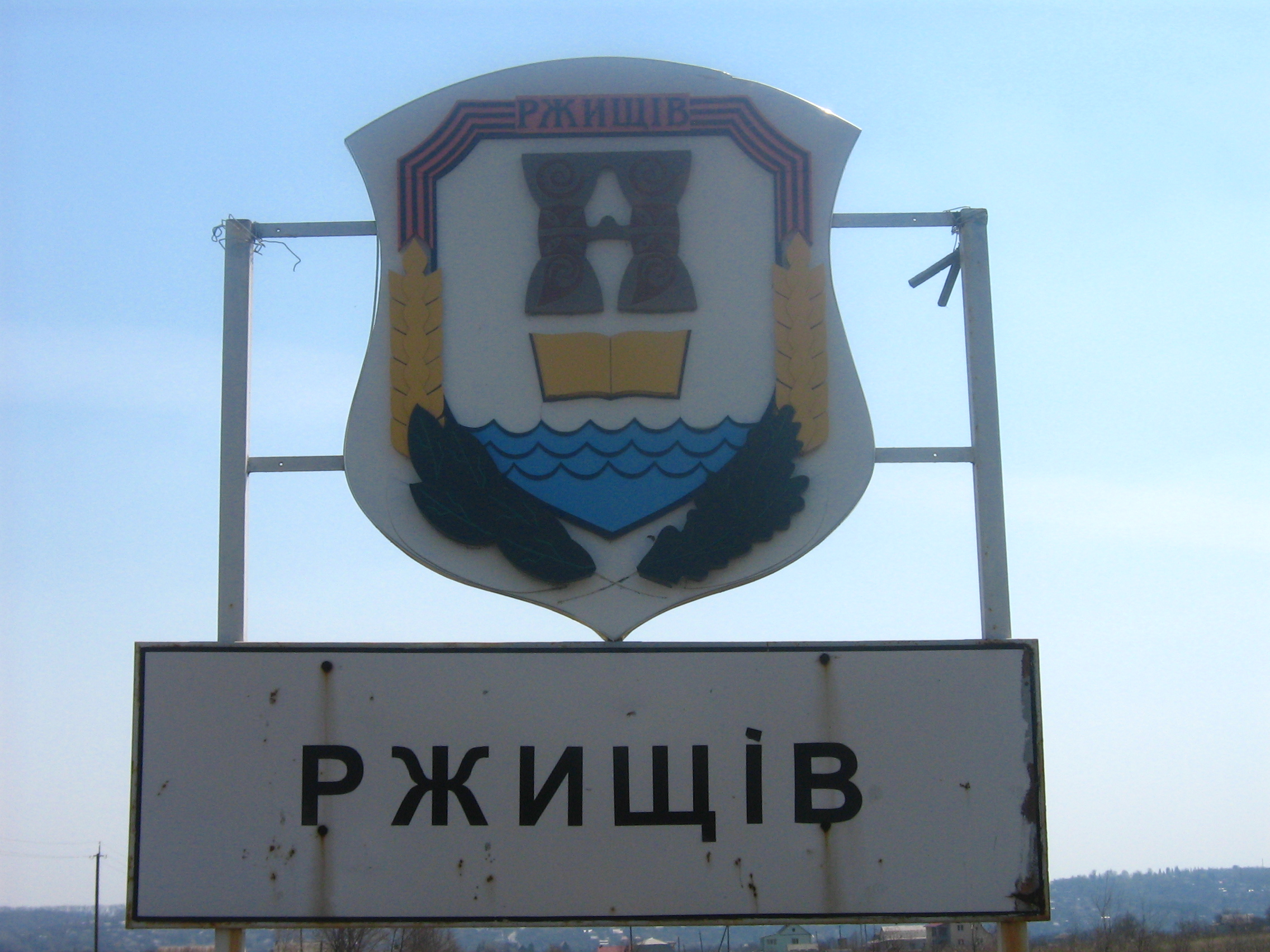
Герб Ржищева при в'їзді зі сторони міста Києва
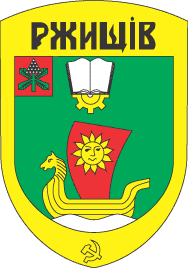
Герб радянського періоду
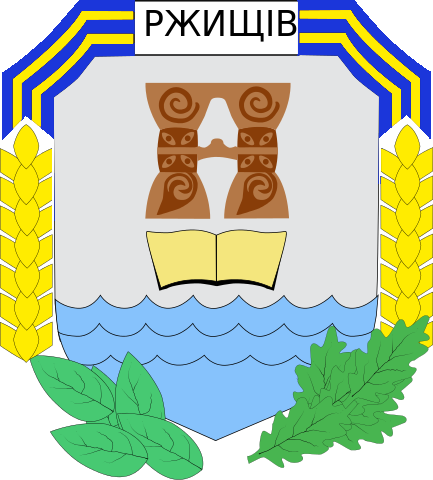
Сучасний герб Ржищева

## Визначні пам'ятки

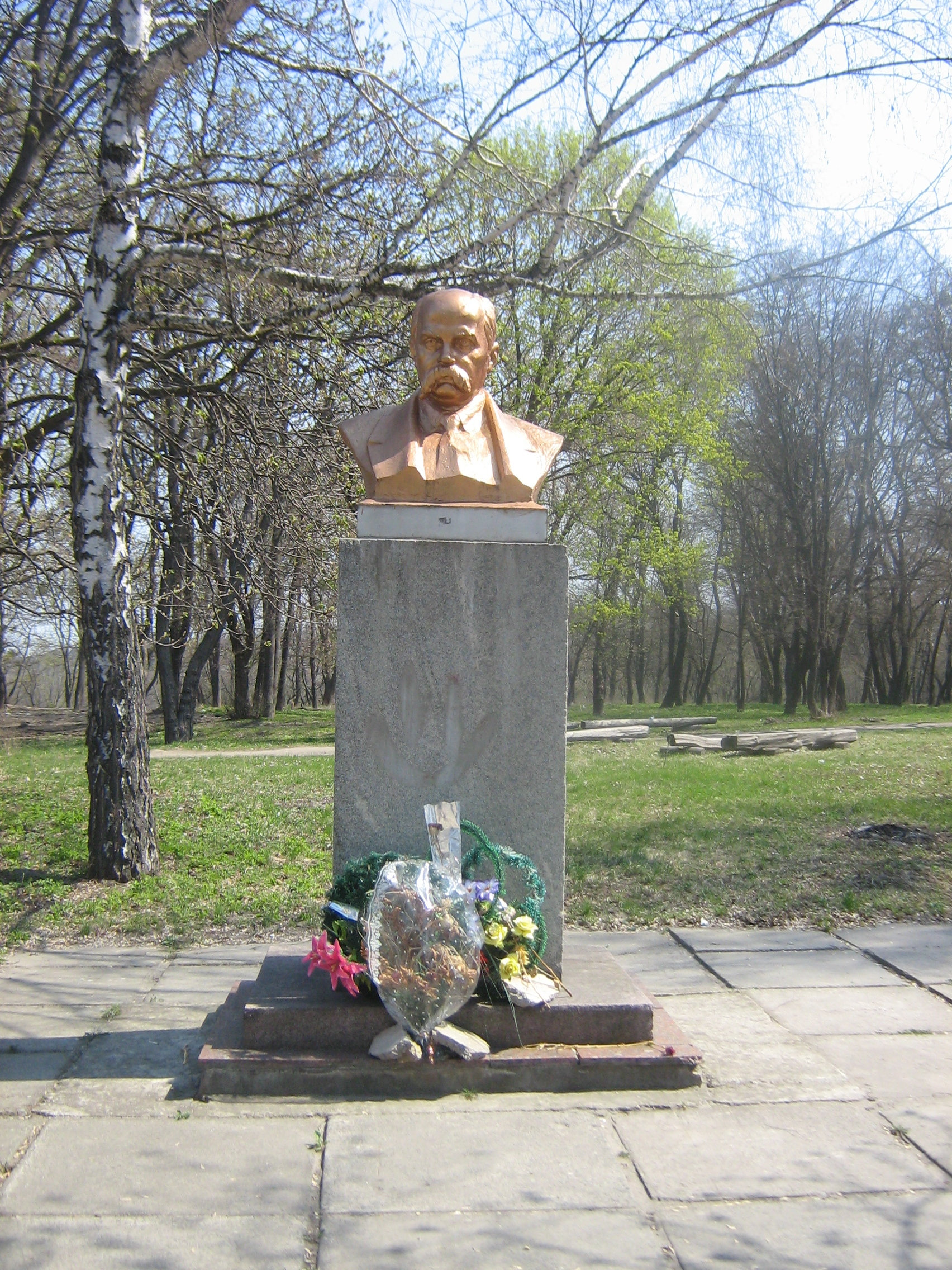
Пам'ятник Тарасові Шевченку в парку Шевченка

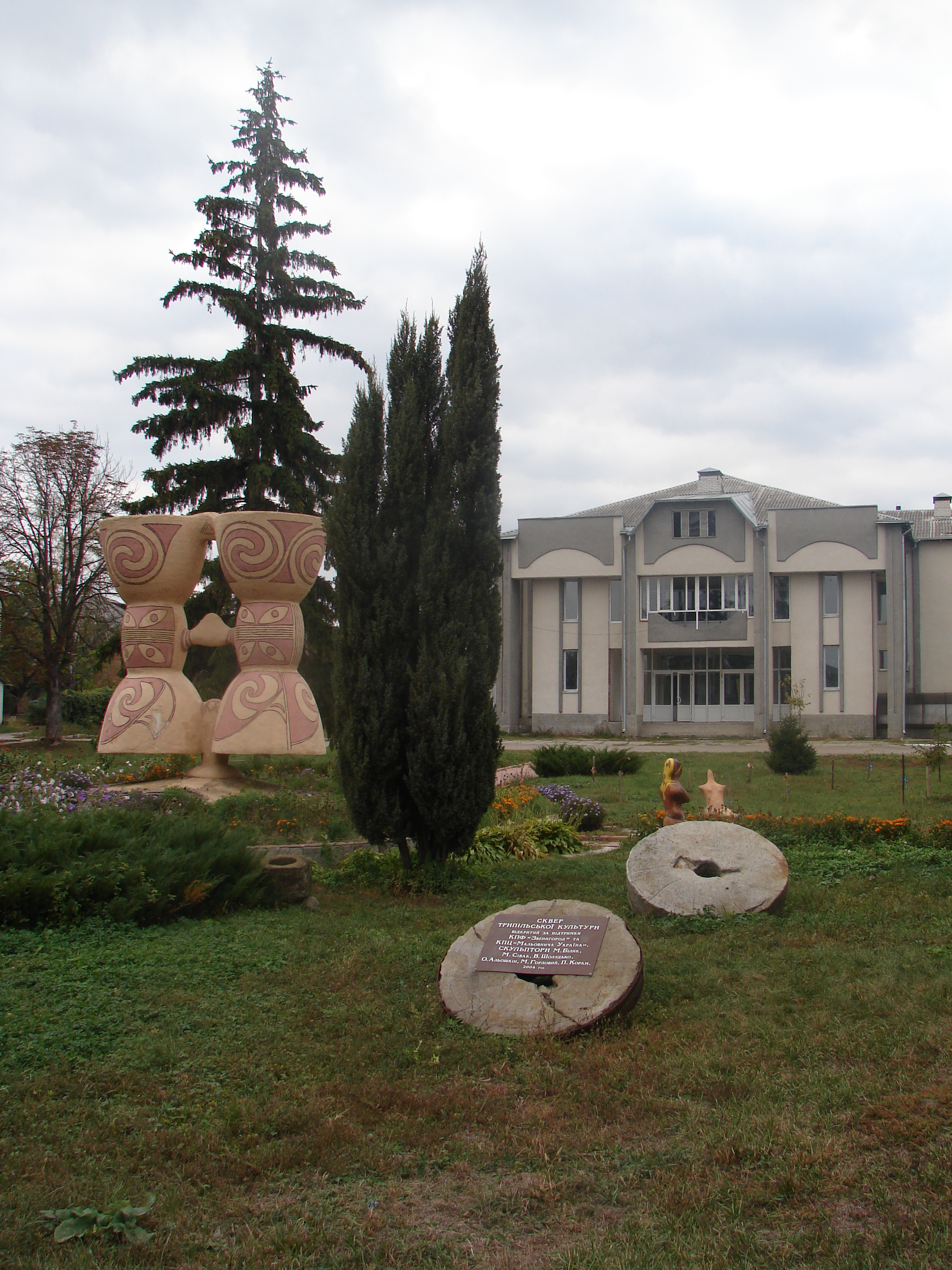
Сквер трипільської культури: трипільський «бінокль» і будівля адміністрації

У зруйнованому під час Німецько-радянської війни Ржищеві збереглося небагато історичних будівель. Найбільш значущою з них є Троїцька церква, пам'ятка архітектури національного значення. Головною ж пам'яткою Ржищева є численні археологічні знахідки Трипільської доби. У центрі міста організовано «Трипільський парк», встановлена ритуальна фігура біноклевидної форми, що стала також центральним елементом нового герба і головним символом Ржищева. У самопроголошеної столиці Трипільської культури проводиться щорічний річний етнічний фестиваль «Трипільське коло». Вперше він відбувся в 2008 році й був присвячений стихії води. Тематикою наступних трьох фестивалів були обрані земля, вогонь і повітря. 2012 року відбувся «Парад стихій», а 2013 — знову стихії води.
Інший об'єкт наукових досліджень — городище на Іван-горі часів Київської Русі. Перші розкопки тут проводилися експедиціями Інституту археології АН УРСР у 1960-х і 1980-х роках. За знайденими фрагментами і фундаментами оборонних споруд було встановлено, що фортеця будувалася з урахуванням усіх досягнень фортифікаційної техніки тих часів. Також було знайдено зброю, предмети побуту, прикраси та фрагменти керамічного посуду, що датуються XII–XIII століттями. Такий же вік мають і знахідки, зроблені в кілометрі на схід, у можливому місці розташування неукріпленого селища Вжищева. Городище, значна частина якого обвалилася в Дніпро в середині XIX століття, донині продовжує руйнуватися. Існують плани реконструкції фортеці заради її збереження.
Як важливий культурно-історичний центр місто віднесено до визначних місць країни, нагороджений Почесною грамотою Президії Верховної Ради України.

## Освіта
Структура освітньої галузі:
- Ржищівський міський відділ освіти;
- Вищі навчальні заклади:
  - Ржищівський гуманітарний коледж;
  - Ржищівський будівельний коледж;
  - Ржищівський індустріально-педагогічний технікум.
  - Державний навчальний заклад «Ржищівський професійний ліцей»

## Економіка
- Ржищівський річковий порт
- Ржищівський завод «Радіатор»
- Кузьминецький цегельний завод ТОВ «Кузьминецька будівельна кераміка» ТМ Кератерм.

## Пам'ятки
- Троїцька церква
- Ржищівський Преображенський монастир
- Монастир (кляштор) тринітаріїв

## Видатні люди

### Уродженці Ржищева
- Бжеський Ігор Юрійович (1917 — 1986, Київ) — український режисер.[23]
- Бусленко Микола Пантелеймонович (1922—1977) — математик. Член-кореспондент АН СРСР (1966).[24]
- Гловінський Євген Олексійович — військовий і громадський діяч, науковець, заступник голови Варшавської спілки українських інженерів, член редакційної колегії Енциклопедії українознавства; поручник гарматної бригади 3-ї Залізної дивізії Армії УНР.[25]
- Горбенко Олексій Архипович (1919—2010) — український живописець. Заслужений художник УРСР (1980). Член НСХУ (1951).[26]
- Дейнега Володимир Миколайович (* 1966) — український диригент, баяніст, кандидат мистецтвознавства.[27]
- художник-монументаліст Іван-Валентин Задорожний, чиє ім'я носить Ржищівський музей мистецтв.[28]
- художник і поет Борис Степанович Дегтярьов[29]
- Герой Радянського Союзу Микола Миколайович Дудка.[30]
- поетеса, лауреат Шевченківської премії, класик сучасного українського поетичного слова Ліна Костенко[31].
- Конопацький Василь Іванович (1918—2007) — український театральний актор, режисер, народний артист УРСР.
- Малиновський Андрій Едуардович — український фізик, репресований у СРСР.[32]
- Поржи-Олексієнко Петро — учасник бою під Крутами в складі студентської сотні, згодом сотник УНР. Нагороджений Хрестом Симона Петлюри, Воєнним хрестом УНР та іншими нагородами.
- контр-адмірал М. П. Петренко, на честь якого названо вулицю в Ржищеві (вулиця адмірала Петренка)
- письменник Михайло Шмушкевич.
- астроном Роберт Фоґель.[33]
- Качний Ігор Сталіноленович (* 1977) — український підприємець.

### Пов'язані з містом
Імена багатьох значущих історичних постатей пов'язані з містом. У ржищівському маєтку Довгоруких після війни 1812 року гостювали майбутні декабристи Бестужев-Рюмін, брати Сергій та Іполіт Муравйови-Апостоли, князь Трубецький. Тут, в садибних садах, вони працювали над конституцією Південного товариства декабристів. Спадкоємиця маєтку, княжна Олена Павлівна Долгорукова, деякий час жила в ньому зі своїм чоловіком, майбутнім Саратовським губернатором Андрієм Михайловичем Фадєєвим. Їх онуками є державний діяч Сергій Юлійович Вітте і письменниця-теософ Олена Петрівна Блаватська.
- Гладченко Юрій Володимирович (1979—2014) — старший сержант Збройних сил України, учасник російсько-української війни.

## Міжнародні зв'язки
Міста-побратими Ржищева:
 Кілгор, Сполучені Штати Америки

## Галерея

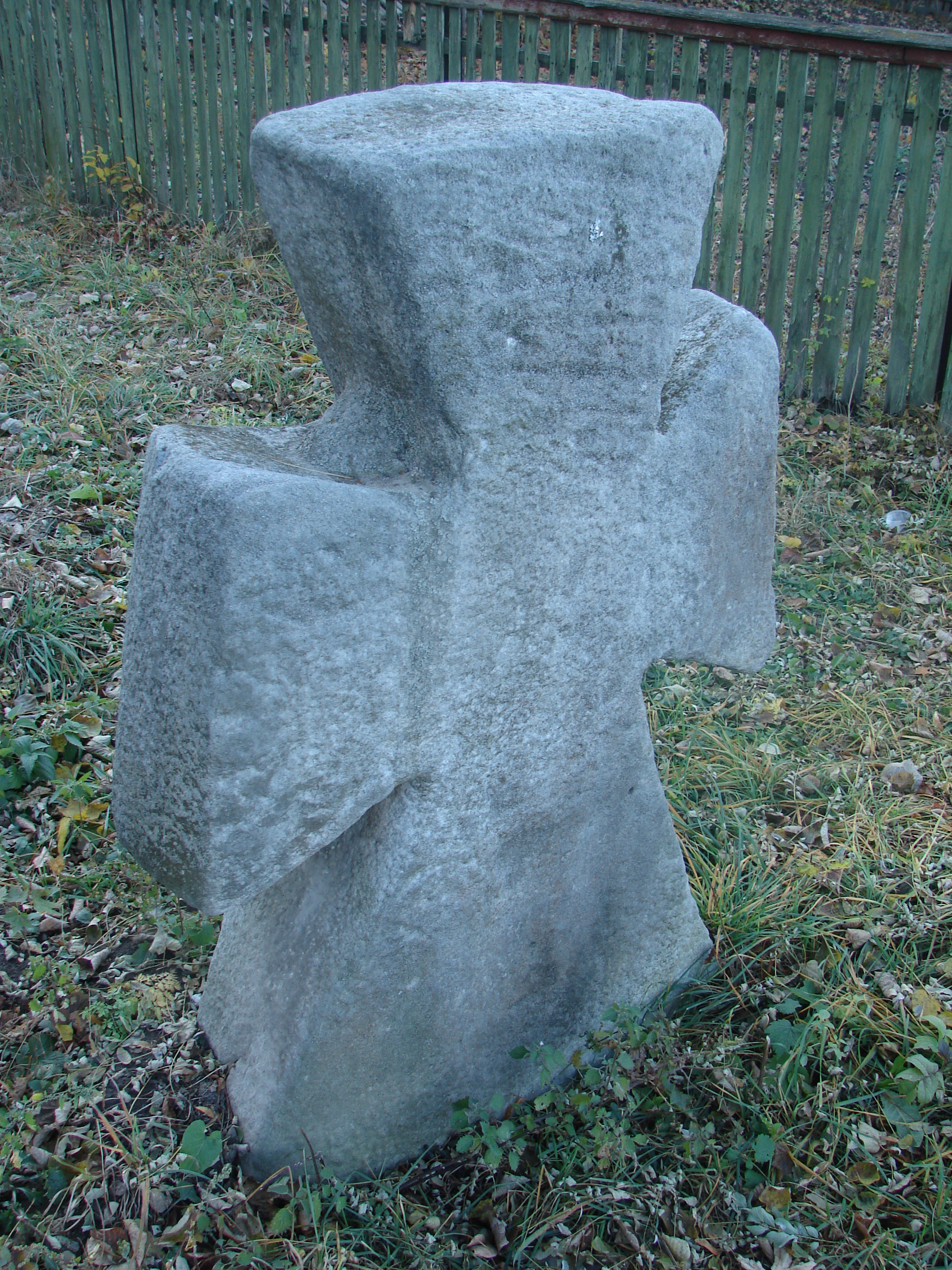
Середньовічний кам'яний хрест.
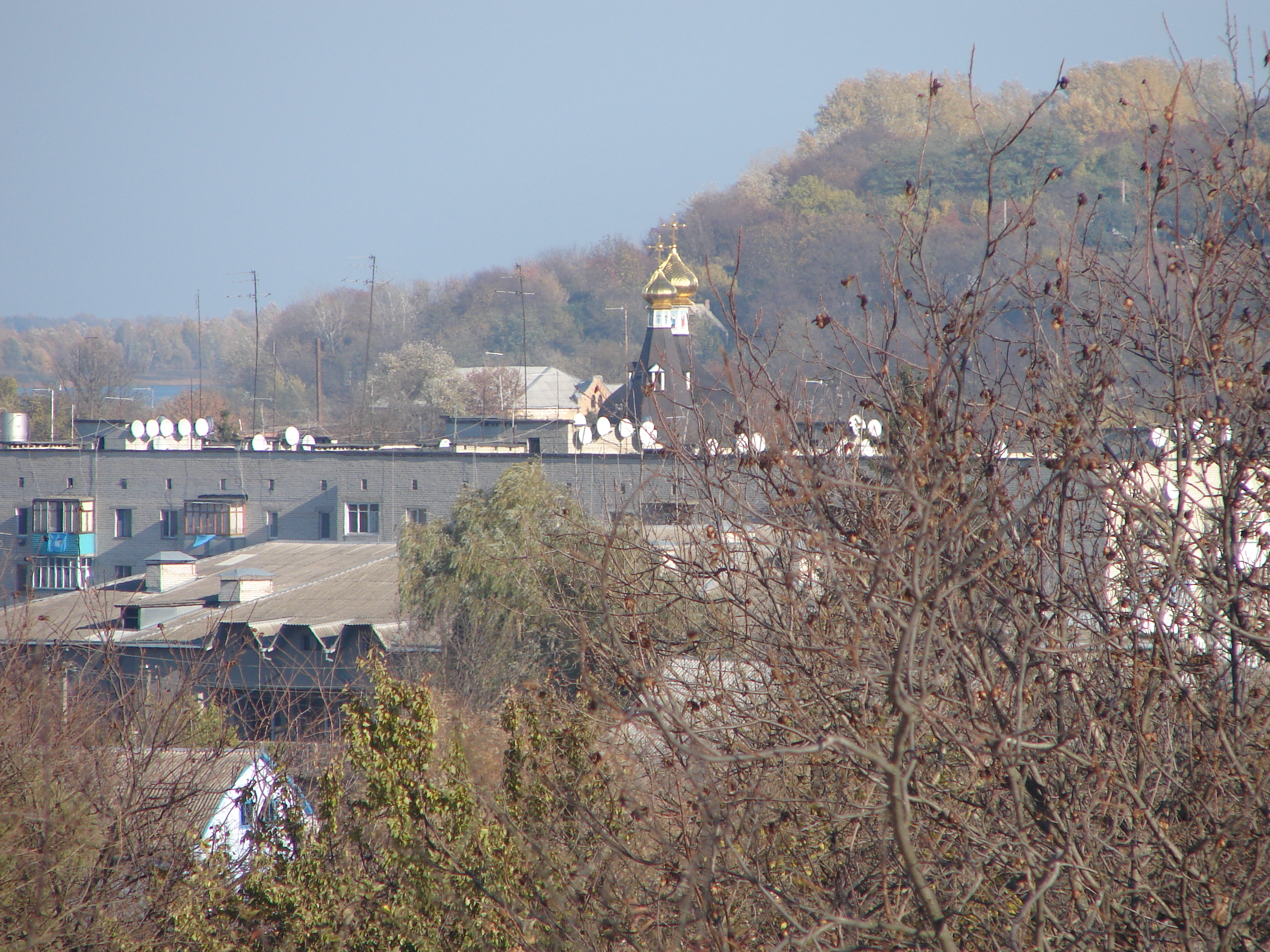
Ржищів згори
На головній вулиці міста
Міськрада
Ржищівська пошта
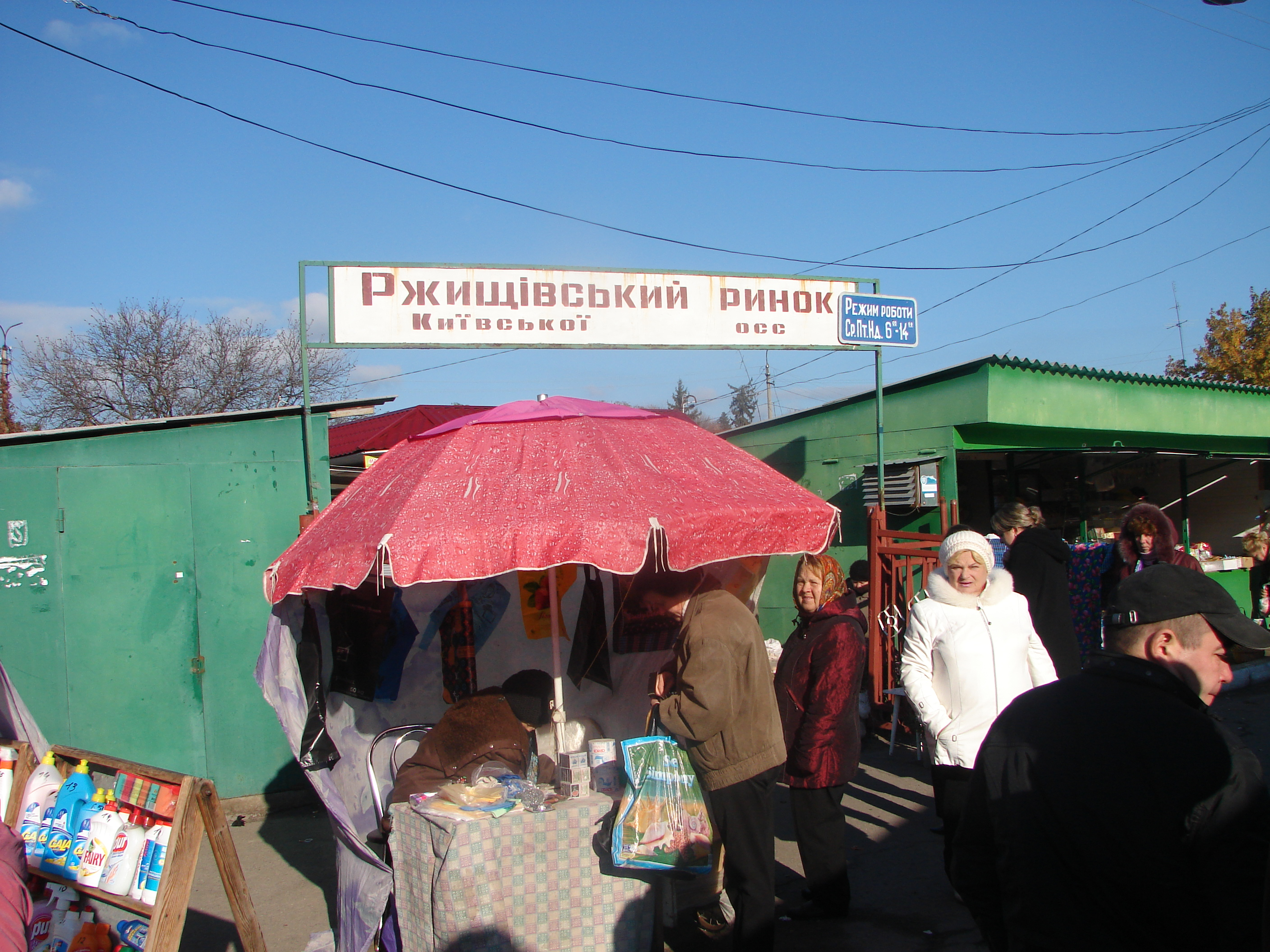
Ржищівський базар.
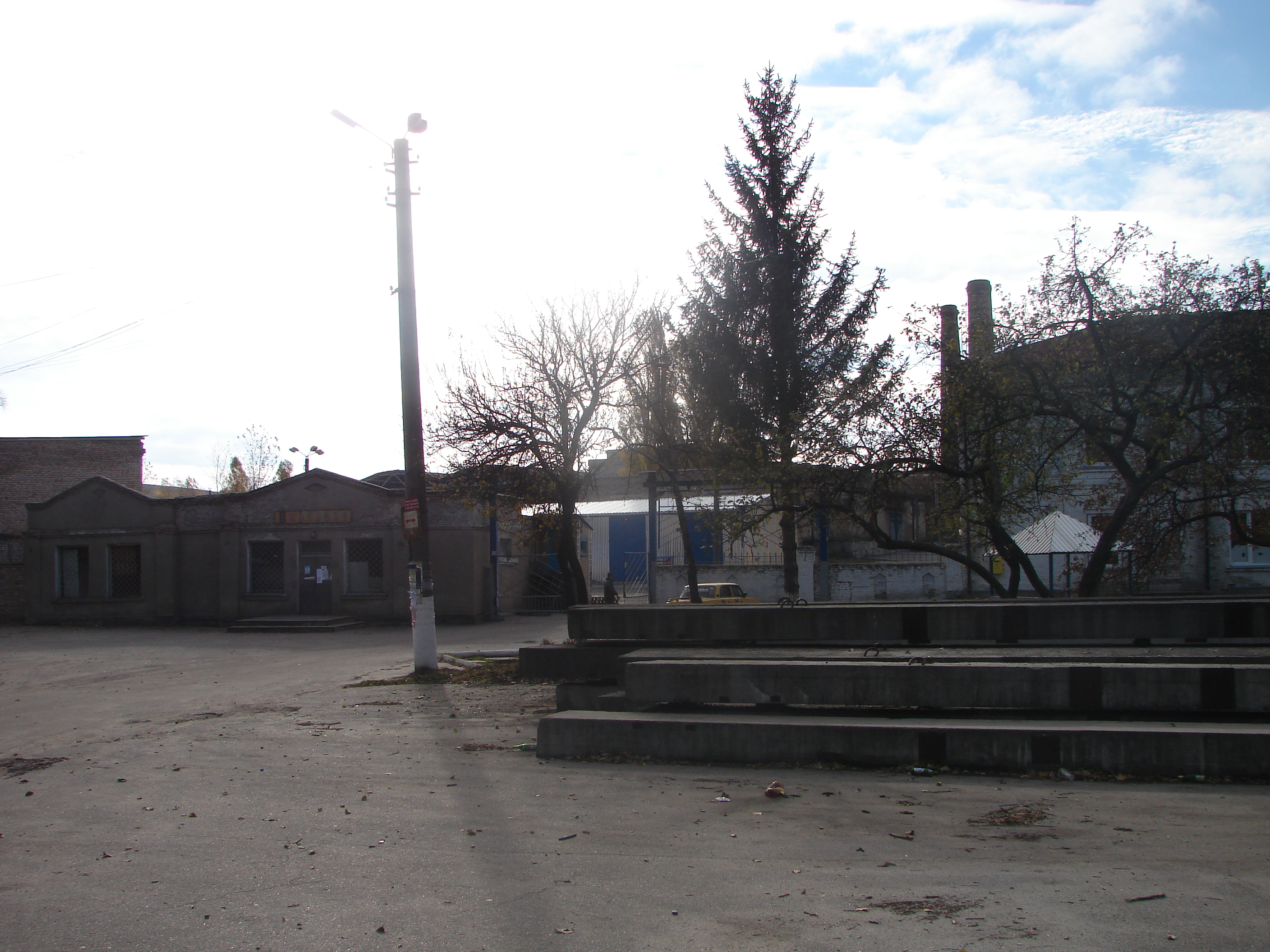
ТОВ «Новопак СВ» (колишній завод «Радіатор»).
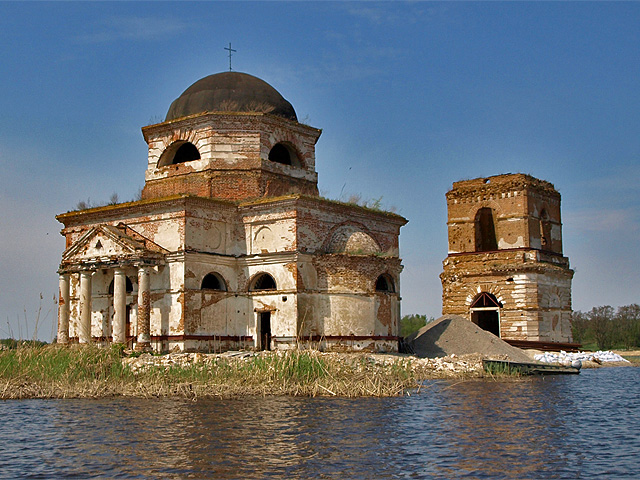
Гусинська церква
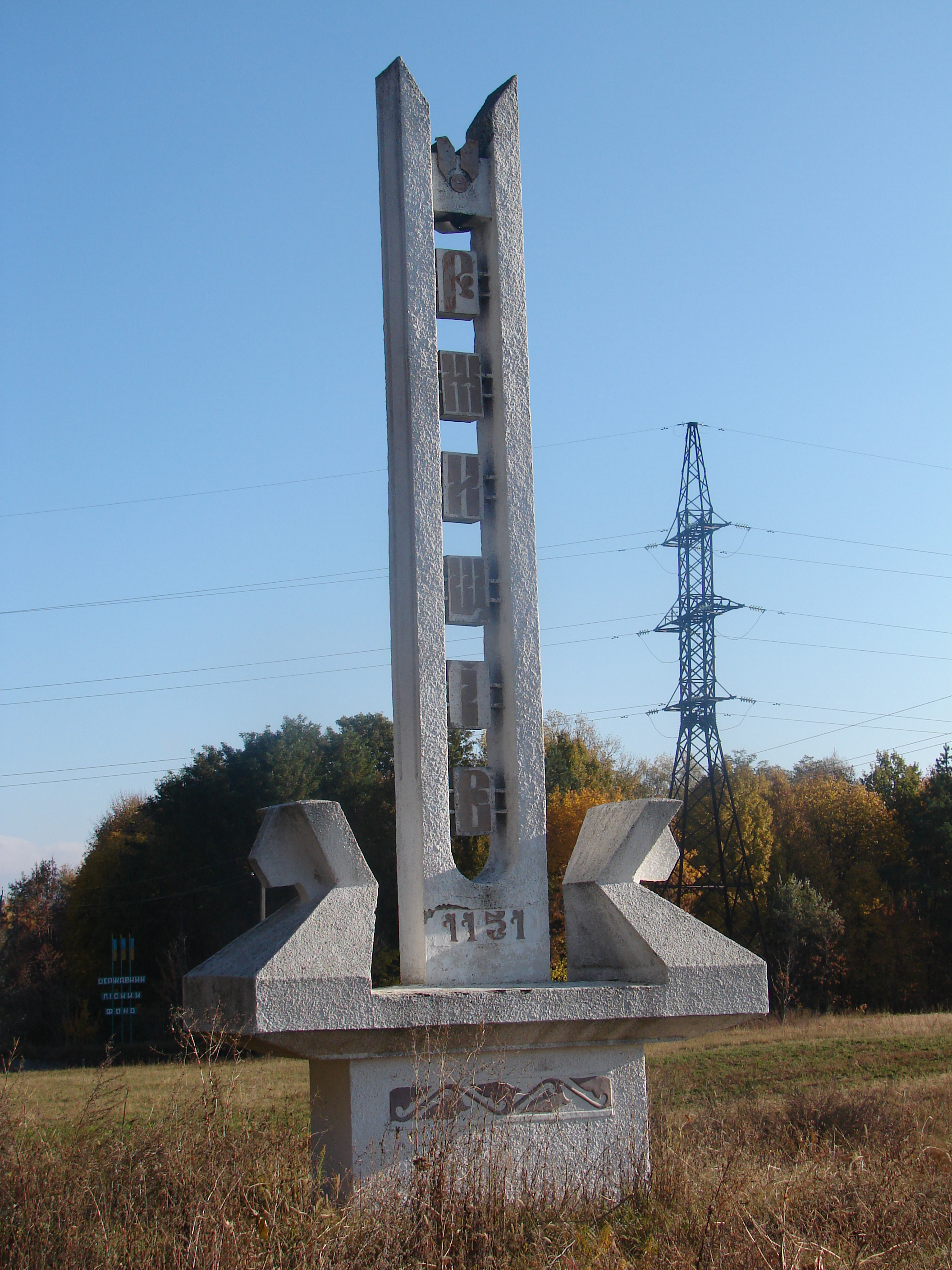
В'їзд до Ржищева з боку Кагарлика
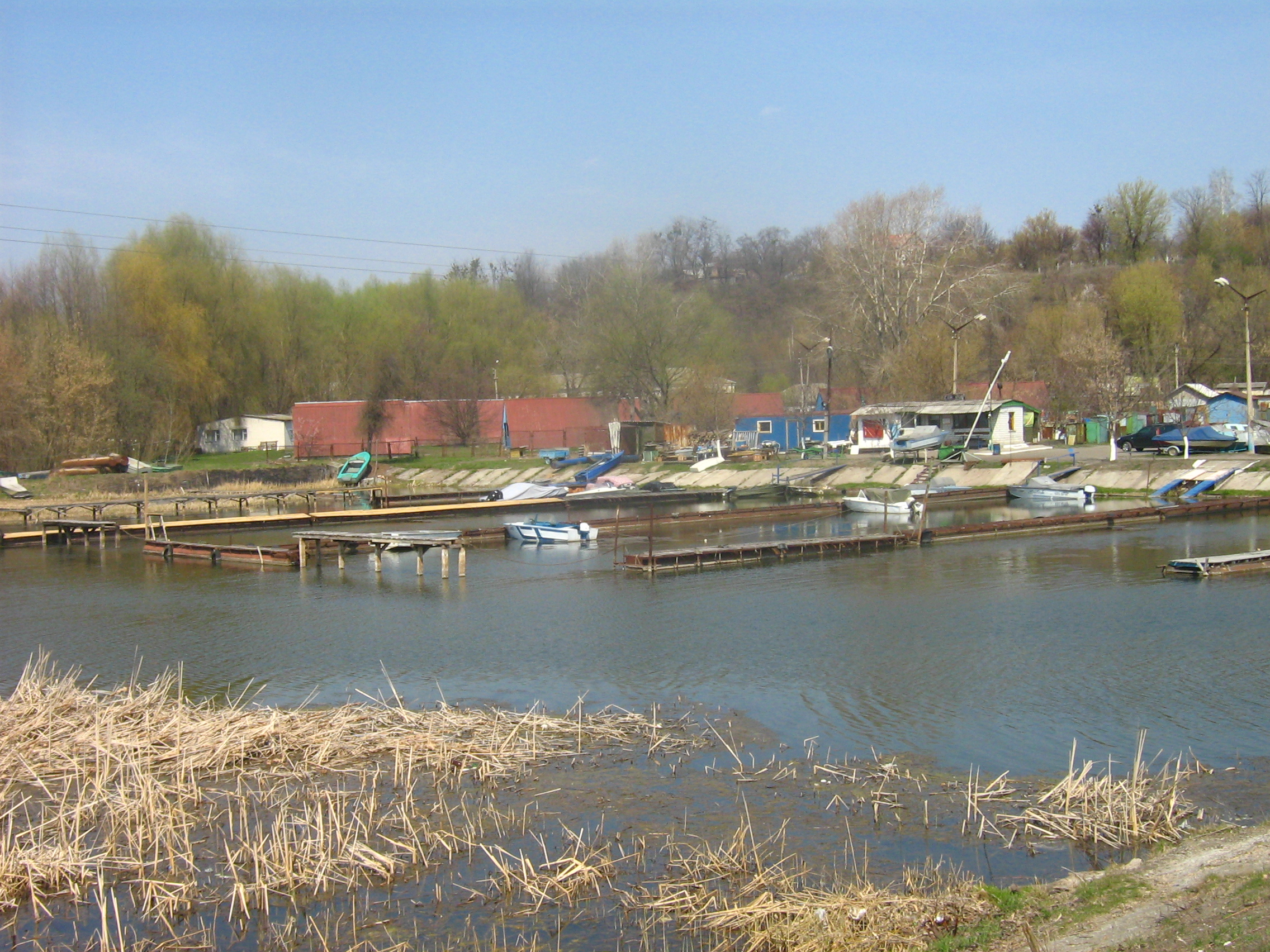
«Стоянка» катерів в річці Леглич
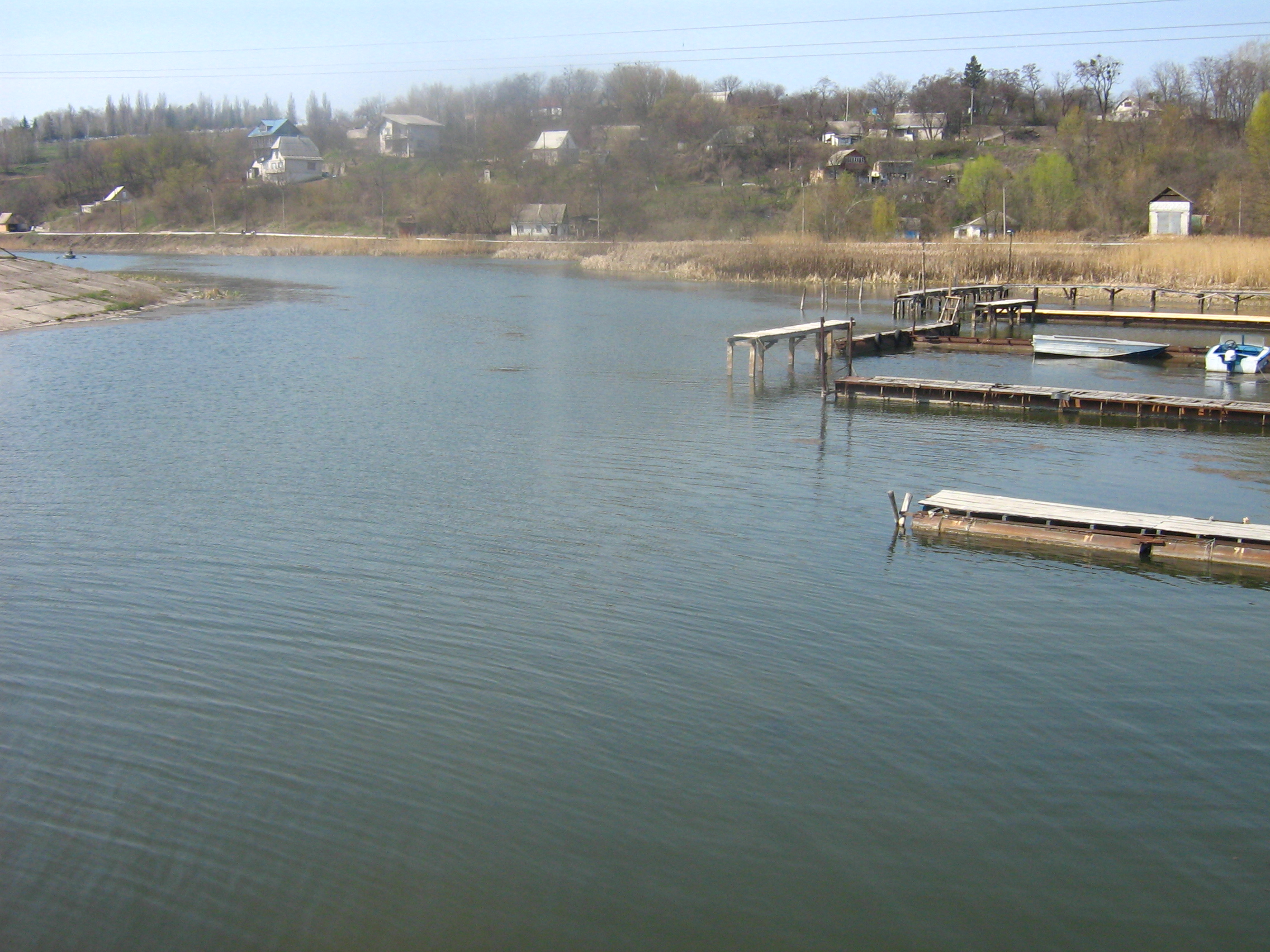
Вид на річку Леглич у Ржищеві, зліва від річки Співоче поле, справа — «стоянка» катерів
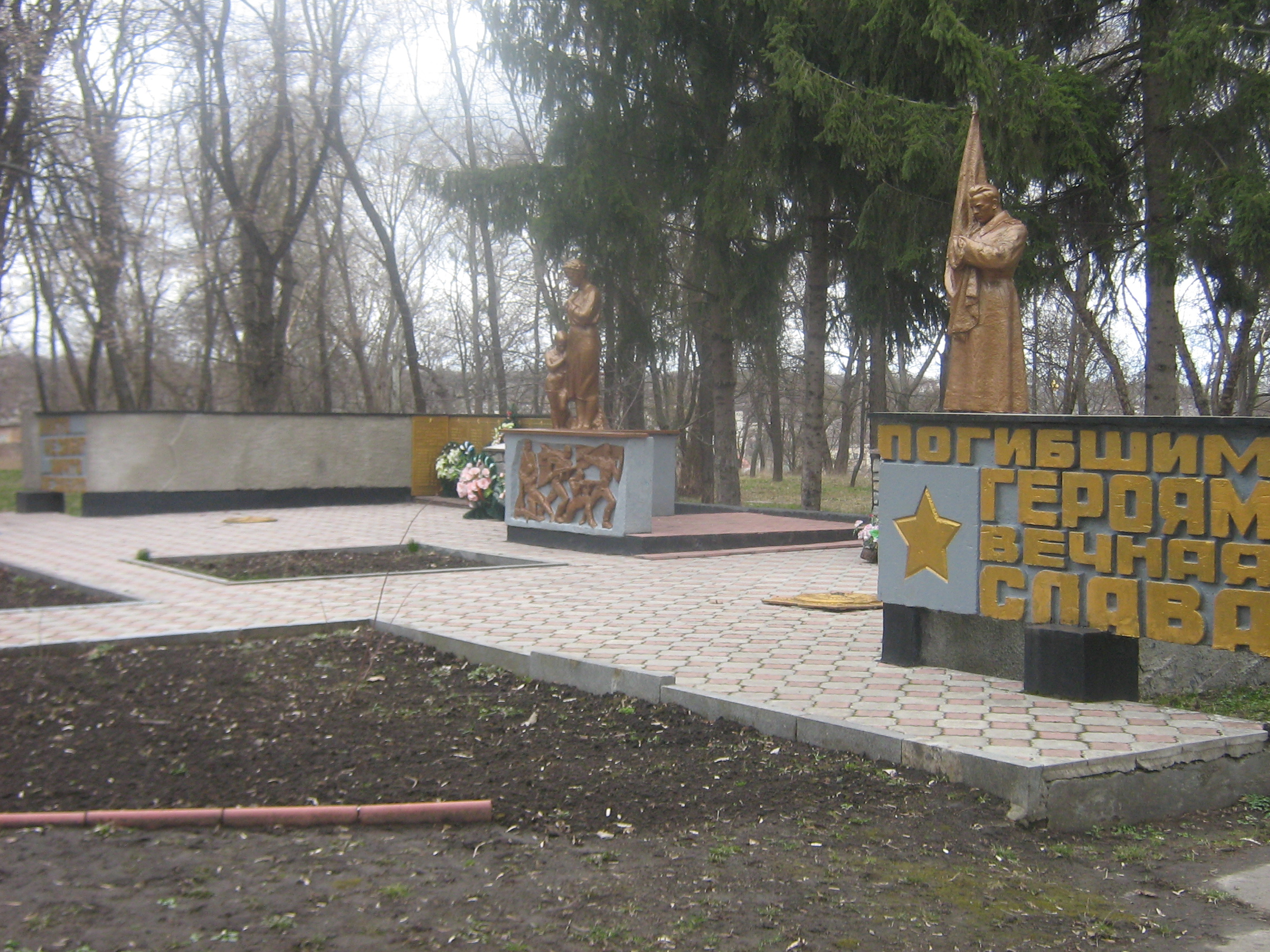
Памятник загиблим під час німецько-радянської війни у парку Шевченка
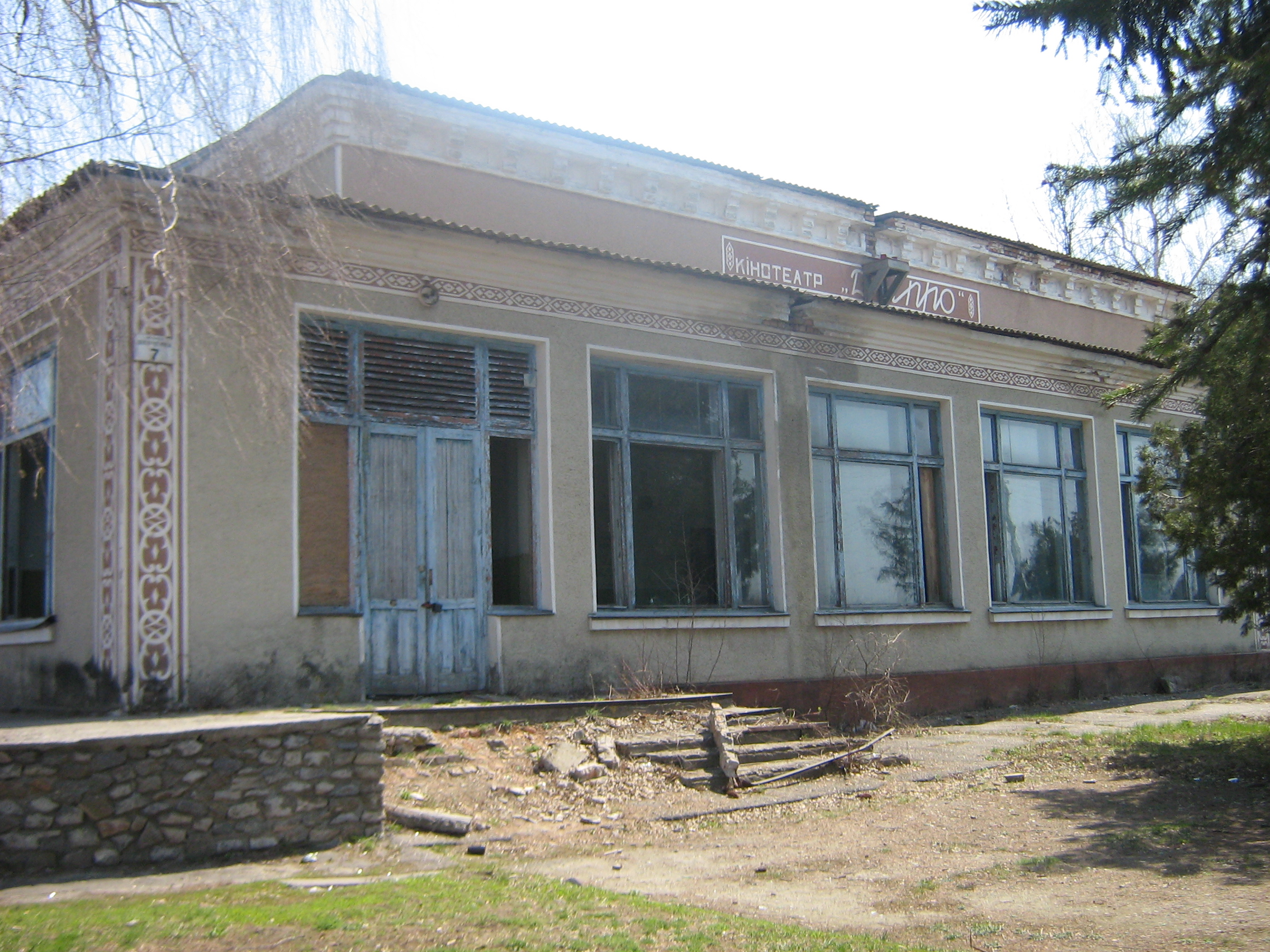
Колишній кінотеатр «Дніпро» біля парка Шевченка
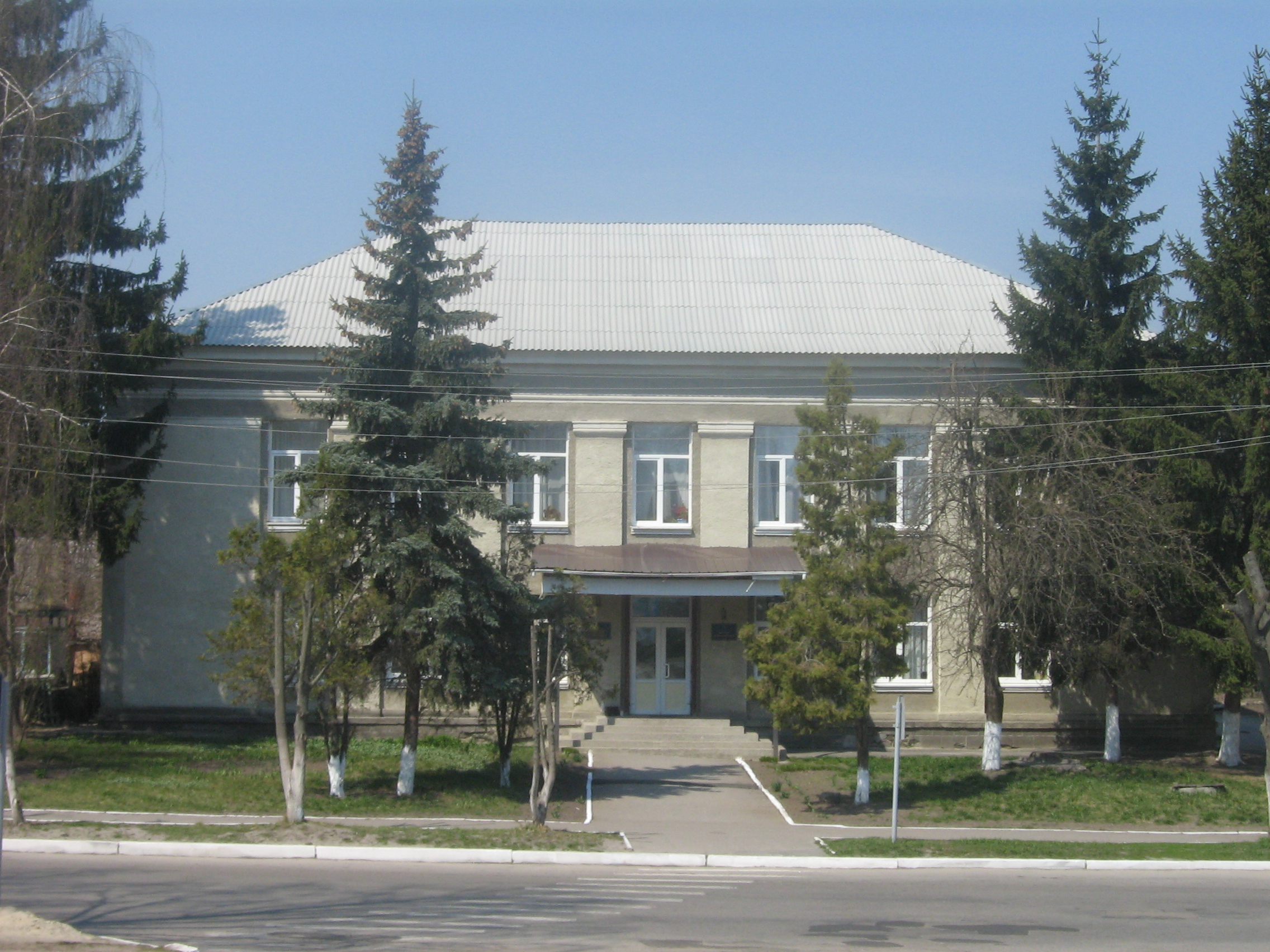
Ржищівська міська поліклініка, дитяча консультація
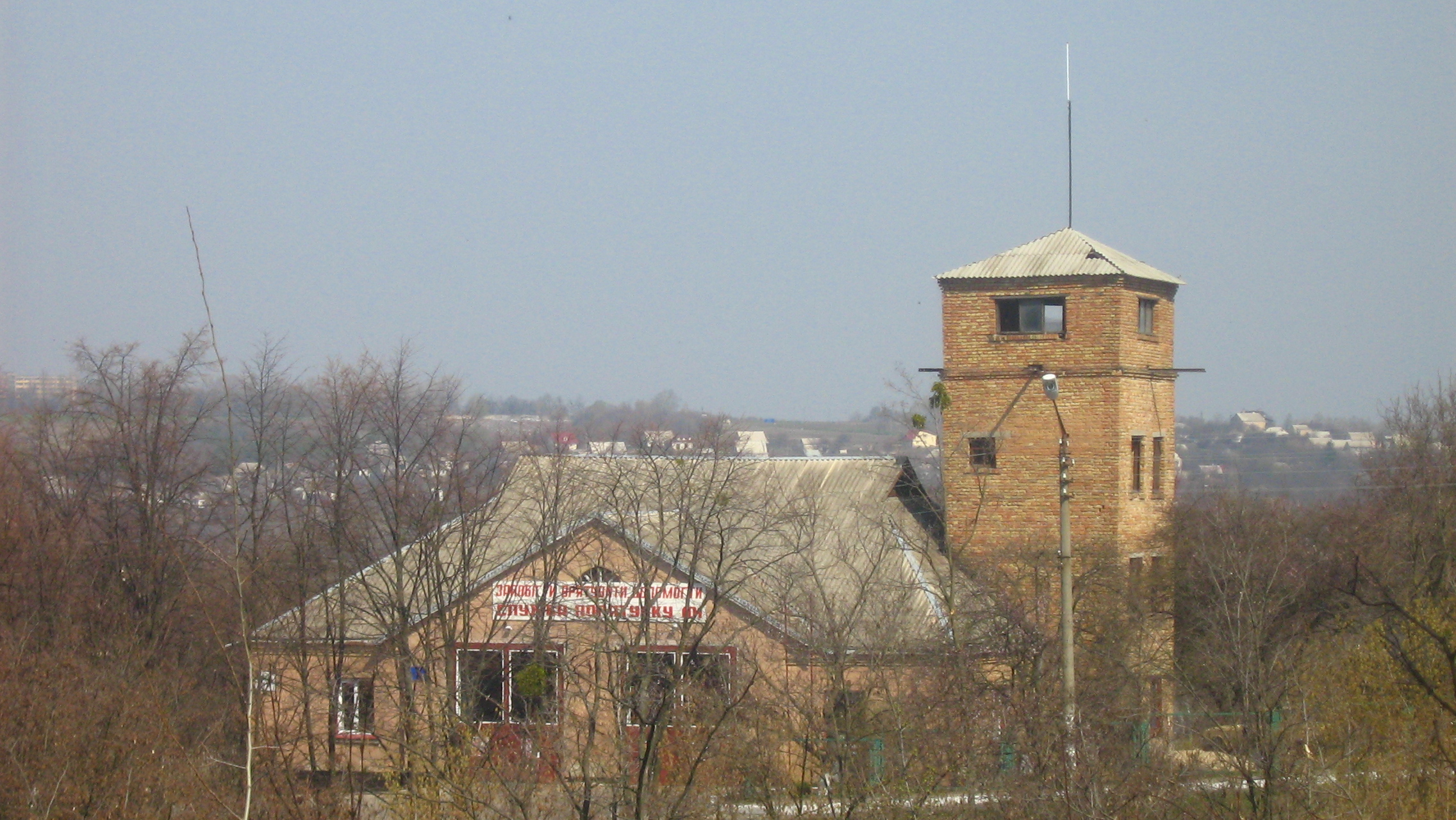
Пожежна частина № 15
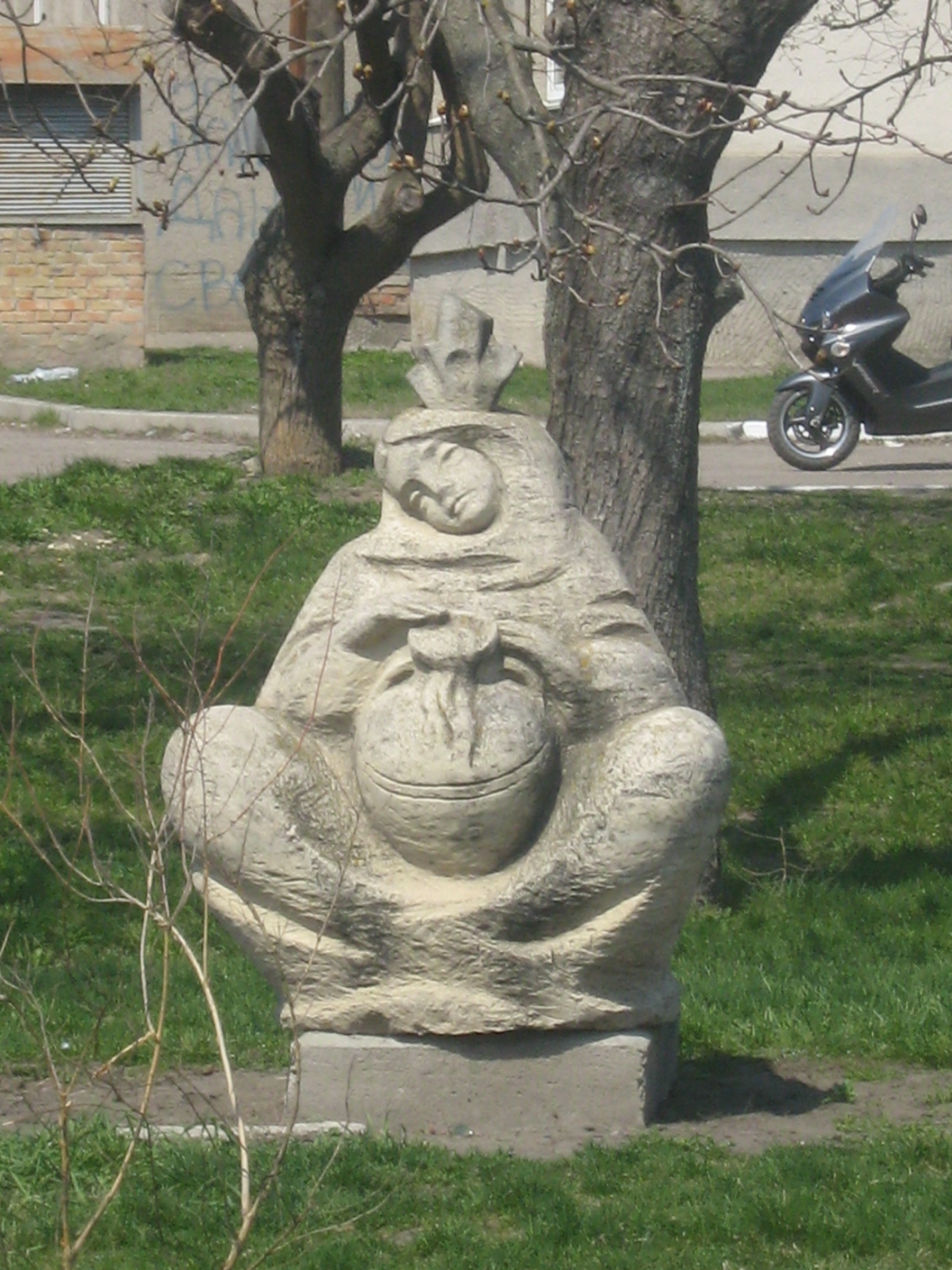
Скульптура в Трипільському сквері
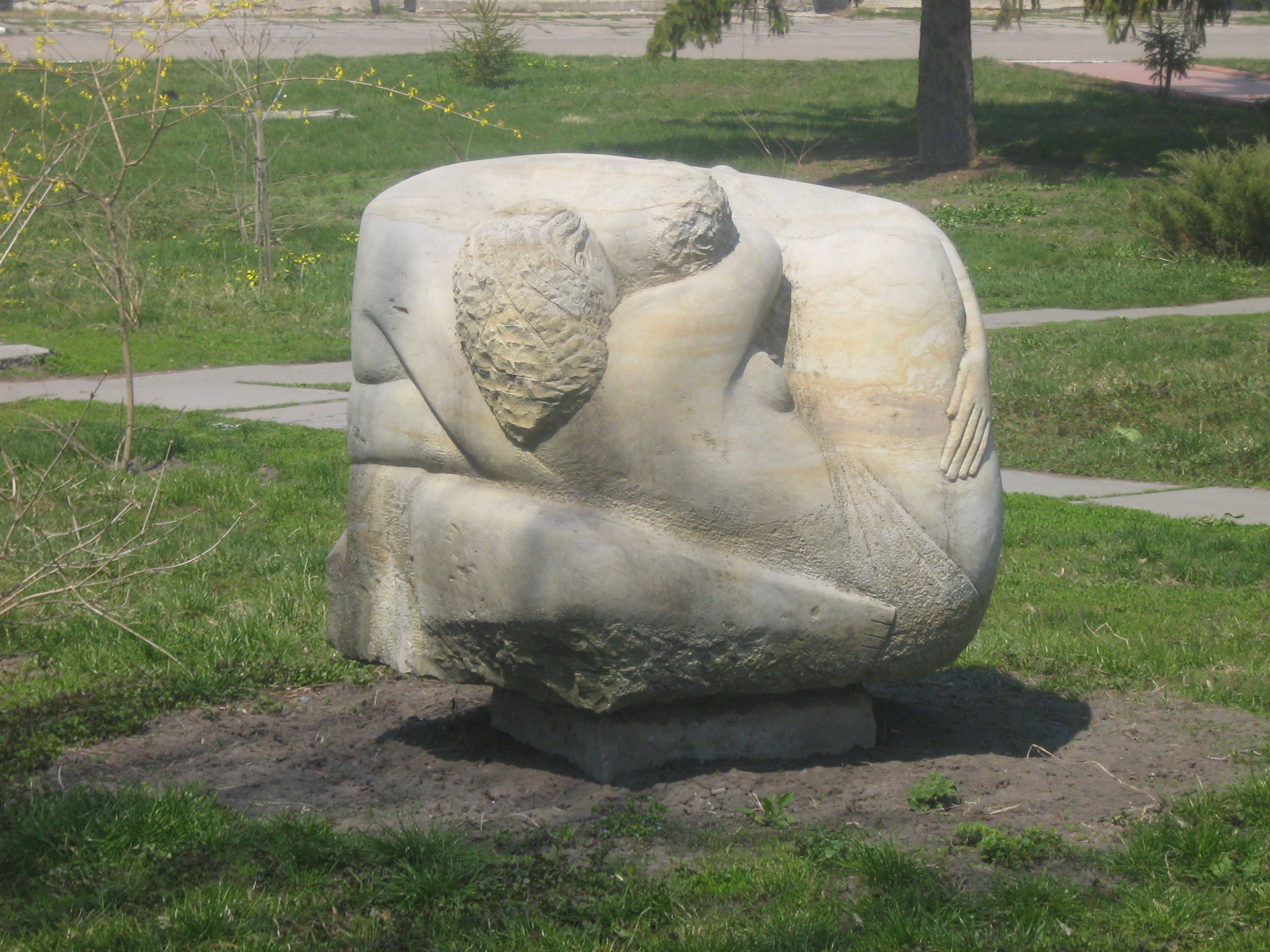
Скульптура в Трипільському сквері
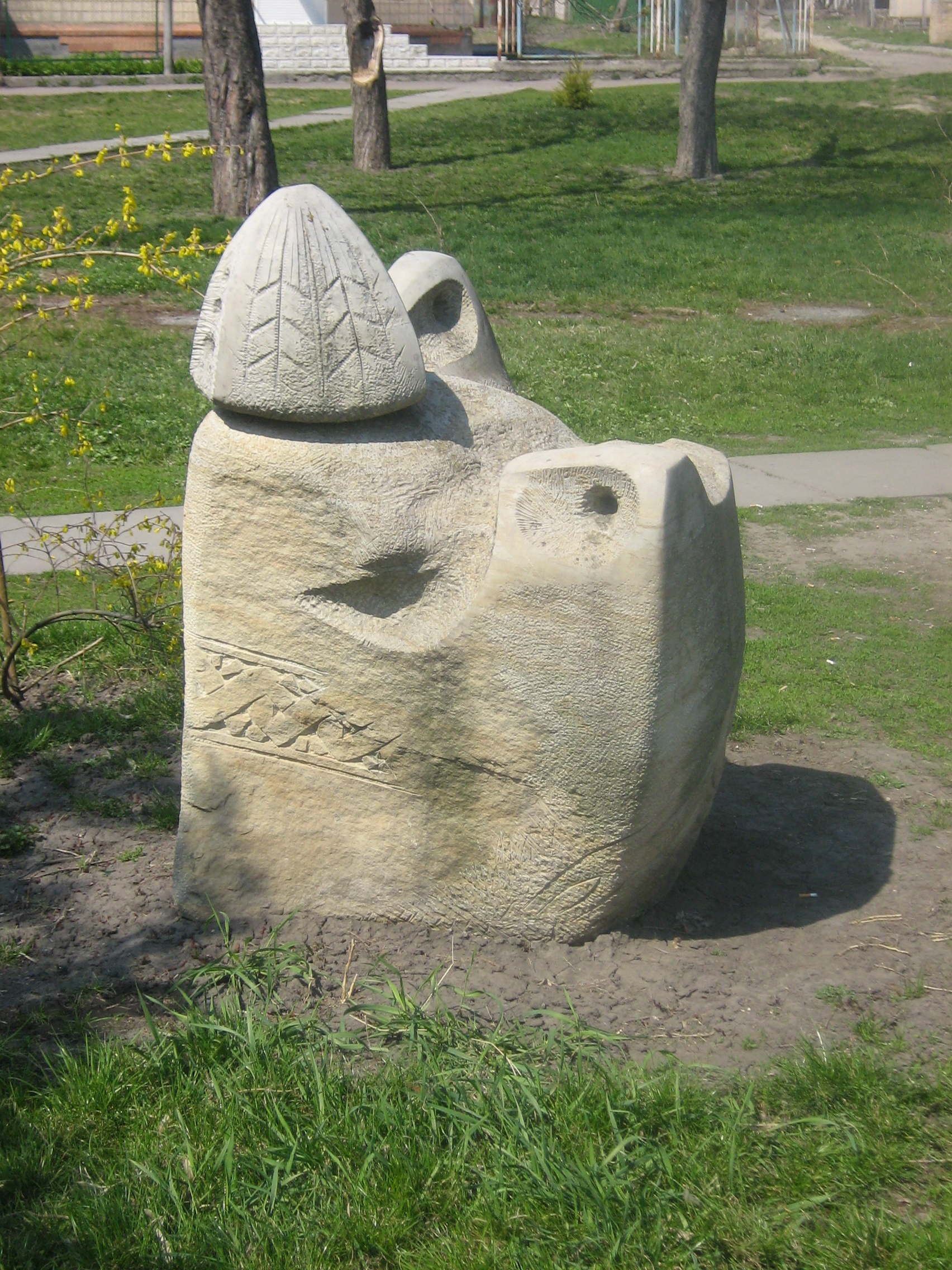
Скульптура в Трипільському сквері
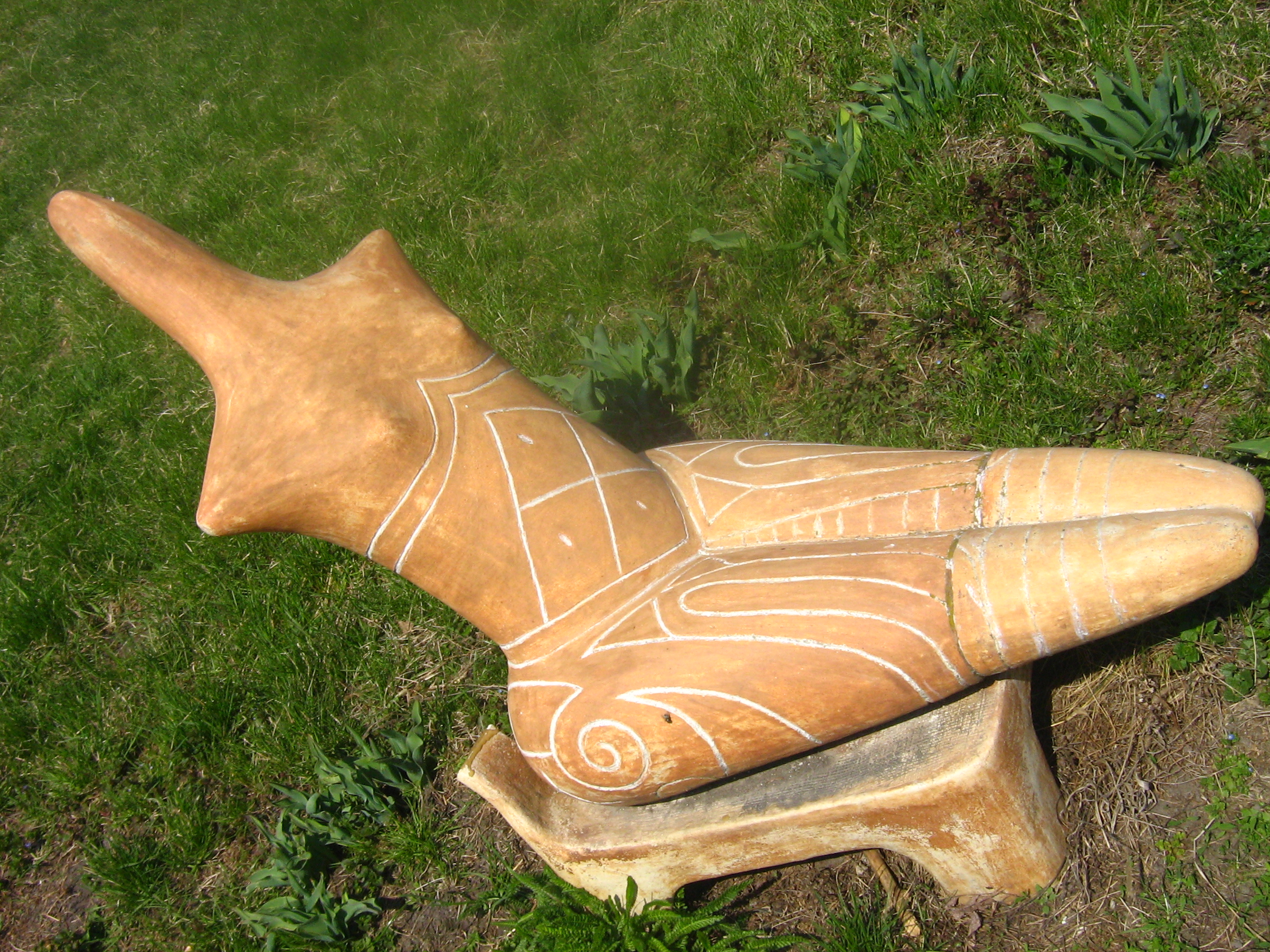
Скульптура в Трипільському сквері